# Kanada az 1992. évi nyári olimpiai játékokon
Kanada a spanyolországi Barcelonában megrendezett 1992. évi nyári olimpiai játékok egyik részt vevő nemzete volt. Az országot az olimpián 24 sportágban 295 sportoló képviselte, akik összesen 18 érmet szereztek.

## Érmesek
| Érem  | Versenyző | Sportág       | Versenyszám                  |
| ----- | --- | ------------- | ---------------------------- |
| Arany | Mark McKoy | Atlétika      | Férfi 110 m gát              |
| Arany | Darren Barber Andrew Crosby Michael Forgeron Robert Marland Terrence Paul Derek Porter Michael Rascher Bruce Robertson John Wallace         | Evezés        | Férfi nyolcas                |
| Arany | Kathleen Heddle Marnie McBean | Evezés        | Női kormányos nélküli kettes |
| Arany | Jennifer Barnes Jessica Monroe Brenda Taylor Kay Worthington                                                                                | Evezés        | Női kormányos nélküli négyes |
| Arany | Jennifer Barnes Shannon Crawford Megan Delehanty Kathleen Heddle Marnie McBean Jessica Monroe Brenda Taylor Lesley Thompson Kay Worthington | Evezés        | Női nyolcas                  |
| Arany | Sylvie Fréchette | Szinkronúszás | Egyéni                       |
| Arany | Mark Tewksbury | Úszás         | Férfi 100 m hát              |
| Ezüst | Guillaume LeBlanc | Atlétika      | Férfi 20 km gyaloglás        |
| Ezüst | Jeffrey Thue | Birkózás      | Férfi szabadfogás, 130 kg    |
| Ezüst | Mark Leduc | Ökölvívás     | Kisváltósúly                 |
| Ezüst | Penny Vilagos Vicky Vilagos | Szinkronúszás | Páros                        |
| Bronz | Angela Chalmers | Atlétika      | Női 3000 m                   |
| Bronz | Nicolas Gill | Cselgáncs     | Férfi középsúly              |
| Bronz | Silken Laumann | Evezés        | Női egypárevezős             |
| Bronz | Curtis Harnett | Kerékpározás  | Férfi egyéni sprint          |
| Bronz | Chris Johnson | Ökölvívás     | Középsúly                    |
| Bronz | Stephen Clarke Jonathan Cleveland Marcel Gery Tom Ponting Mark Tewksbury                                                                    | Úszás         | Férfi 4 × 100 m vegyes váltó |
| Bronz | Eric Jespersen Ross MacDonald | Vitorlázás    | Csillaghajó                  |

| Sport         |   |   |   | Összesen |
| Asztalitenisz | 0 | 0 | 0 | 0        |
| Atlétika      | 1 | 1 | 1 | 3        |
| Birkózás      | 0 | 1 | 0 | 1        |
| Cselgáncs     | 0 | 0 | 1 | 1        |
| Evezés        | 4 | 0 | 1 | 5        |
| Gyeplabda     | 0 | 0 | 0 | 0        |
| Íjászat       | 0 | 0 | 0 | 0        |
| Kajak-kenu    | 0 | 0 | 0 | 0        |
| Kerékpározás  | 0 | 0 | 1 | 1        |
| Lovaglás      | 0 | 0 | 0 | 0        |
| Műugrás       | 0 | 0 | 0 | 0        |
| Ökölvívás     | 0 | 1 | 1 | 2        |
| Öttusa        | 0 | 0 | 0 | 0        |
| Röplabda      | 0 | 0 | 0 | 0        |
| Sportlövészet | 0 | 0 | 0 | 0        |
| Súlyemelés    | 0 | 0 | 0 | 0        |
| Szinkronúszás | 1 | 1 | 0 | 2        |
| Tenisz        | 0 | 0 | 0 | 0        |
| Tollaslabda   | 0 | 0 | 0 | 0        |
| Torna         | 0 | 0 | 0 | 0        |
| Úszás         | 1 | 0 | 1 | 2        |
| Vitorlázás    | 0 | 0 | 1 | 1        |
| Vívás         | 0 | 0 | 0 | 0        |
| Összesen      | 7 | 4 | 7 | 18       |

| Naponként | Naponként    | Naponként | Naponként | Naponként | Naponként | Naponként |
| --------- | ------------ | --------- | --------- | --------- | --------- | --------- |
| Nap       | Dátum        |           |           |           | Összesen  |           |
| 1.nap     | Július 25.   | —         | —         | —         | —         |           |
| 2.nap     | Július 26.   | 0         | 0         | 0         | 0         |           |
| 3.nap     | Július 27.   | 0         | 0         | 0         | 0         |           |
| 4.nap     | Július 28.   | 0         | 0         | 0         | 0         |           |
| 5.nap     | Július 29.   | 0         | 0         | 1         | 1         |           |
| 6.nap     | Július 30.   | 1         | 0         | 0         | 1         |           |
| 7.nap     | Július 31.   | 0         | 1         | 2         | 3         |           |
| 8.nap     | Augusztus 1. | 2         | 0         | 0         | 2         |           |
| 9.nap     | Augusztus 2. | 2         | 0         | 2         | 4         |           |
| 10.nap    | Augusztus 3. | 1         | 0         | 1         | 2         |           |
| 11.nap    | Augusztus 4. | 0         | 0         | 0         | 0         |           |
| 12.nap    | Augusztus 5. | 0         | 0         | 0         | 0         |           |
| 13.nap    | Augusztus 6. | 1         | 1         | 1         | 3         |           |
| 14.nap    | Augusztus 7. | 0         | 1         | 0         | 1         |           |
| 15.nap    | Augusztus 8. | 0         | 0         | 0         | 0         |           |
| 16.nap    | Augusztus 9. | 0         | 1         | 0         | 1         |           |
| Összesen  |              | 7         | 4         | 7         | 18        |           |

## Asztalitenisz
Férfi
| Versenyző | Versenyszám | Csoportkör                                                                                    | Csoportkör | Nyolcaddöntő      | Negyeddöntő       | Elődöntő          | Döntő             | Helyezés |
| Versenyző | Versenyszám | Ellenfél Eredmény                                                                             | Hely.      | Ellenfél Eredmény | Ellenfél Eredmény | Ellenfél Eredmény | Ellenfél Eredmény | Helyezés |
| --------- | ----------- | --------------------------------------------------------------------------------------------- | ---------- | ----------------- | ----------------- | ----------------- | ----------------- | -------- |
| Joseph Ng | Egyes       | E csoport · Jörg Roßkopf (GER) · 0-2 · Andrej Mazunov (EUN) · 0-2 · Michael Hyatt (JAM) · 0-2 | 4.         | kiesett           | kiesett           | kiesett           | kiesett           | 49.      |

Női
| Versenyző    | Versenyszám | Csoportkör                                                                                                   | Csoportkör | Nyolcaddöntő      | Negyeddöntő       | Elődöntő          | Döntő             | Helyezés |
| Versenyző    | Versenyszám | Ellenfél Eredmény                                                                                            | Hely.      | Ellenfél Eredmény | Ellenfél Eredmény | Ellenfél Eredmény | Ellenfél Eredmény | Helyezés |
| ------------ | ----------- | --- | ---------- | ----------------- | ----------------- | ----------------- | ----------------- | -------- |
| Barbara Chiu | Egyes       | A csoport · Insook Bhushan (USA) · 0-2 · Teng Ja-ping (Deng Yaping) (CHN) · 0-2 · Nadia Al-Hindi (JOR) · 2-0 | 3.         | kiesett           | kiesett           | kiesett           | kiesett           | 33.      |

## Atlétika
Férfi
| Versenyző                                                          | Versenyszám     | Előfutam | Előfutam | Előfutam | Negyeddöntő | Negyeddöntő | Negyeddöntő | Elődöntő      | Elődöntő      | Elődöntő      | Döntő         | Döntő         |
| Versenyző                                                          | Versenyszám     | Idő      | Hely.    | Össz.    | Idő         | Hely.       | Össz.       | Idő           | Hely.         | Össz.         | Idő           | Helyezés      |
| ------------------------------------------------------------------ | --------------- | -------- | -------- | -------- | ----------- | ----------- | ----------- | ------------- | ------------- | ------------- | ------------- | ------------- |
| Ben Johnson                                                        | 100 m           | 10,55    | 2.       | 20.**    | 10,30       | 4.          | 10.         | 10,70         | 8.            | 15.           | kiesett       | kiesett       |
| Bruny Surin                                                        | 100 m           | 10,37    | 2.       | 10.      | 10,24       | 2.          | 8.          | 10,21         | 2.            | 5.            | 10,09         | 4.            |
| Atlee Mahorn                                                       | 100 m           | 10,64    | 3.       | 33.**    | 10,77       | 8.          | 32.         | kiesett       | kiesett       | kiesett       | kiesett       | kiesett       |
| Atlee Mahorn                                                       | 200 m           | 21,01    | 2.       | 18.      | 20,78       | 4.          | 19.*        | kiesett       | kiesett       | kiesett       | kiesett       | kiesett       |
| Peter Ogilvie                                                      | 200 m           | 21,11    | 3.       | 27.      | 20,77       | 5.          | 18.         | kiesett       | kiesett       | kiesett       | kiesett       | kiesett       |
| Anthony Wilson                                                     | 200 m           | 21,21    | 4.       | 31.      | 21,22       | 7.          | 31.         | kiesett       | kiesett       | kiesett       | kiesett       | kiesett       |
| Michael McLean                                                     | 400 m           | 47,75    | 6.       | 50.      | kiesett     | kiesett     | kiesett     | kiesett       | kiesett       | kiesett       | kiesett       | kiesett       |
| Frederick Williams                                                 | 800 m           | 1:48,20  | 3.       | 24.      |             |             |             | kiesett       | kiesett       | kiesett       | kiesett       | kiesett       |
| Graham Hood                                                        | 1500 m          | 3:44,44  | 2.       | 26.      |             |             |             | 3:36,12       | 6.            | 6.            | 3:42,55       | 9.            |
| Brendan Matthias                                                   | 5000 m          | 14:01,57 | 10.      | 36.      |             |             |             |               |               |               | kiesett       | kiesett       |
| Paul Williams                                                      | 10 000 m        | 29:01,67 | 17.      | 30.      |             |             |             |               |               |               | kiesett       | kiesett       |
| Mark McKoy                                                         | 110 m gát       | 13,26    | 1.       | 2.       | 13,27       | 1.          | 2.          | 13,12         | 1.            | 1.            | 13,12         |               |
| Mark Jackson                                                       | 400 m gát       | 49,18    | 4.       | 14.      |             |             |             | kiesett       | kiesett       | kiesett       | kiesett       | kiesett       |
| Graeme Fell                                                        | 3000 m akadály  | 8:50,87  | 9.       | 28.      |             |             |             | kiesett       | kiesett       | kiesett       | kiesett       | kiesett       |
| Peter Maher                                                        | Maraton         |          |          |          |             |             |             |               |               |               | nem ért célba | nem ért célba |
| Tim Berrett                                                        | 20 km gyaloglás |          |          |          |             |             |             |               |               |               | 1:28:25       | 14.           |
| Tim Berrett                                                        | 50 km gyaloglás |          |          |          |             |             |             |               |               |               | kizárták      | kizárták      |
| Guillaume LeBlanc                                                  | 50 km gyaloglás |          |          |          |             |             |             |               |               |               | kizárták      | kizárták      |
| Guillaume LeBlanc                                                  | 20 km gyaloglás |          |          |          |             |             |             |               |               |               | 1:22:25       |               |
| Ben Johnson Glenroy Gilbert Atlee Mahorn Bruny Surin Peter Ogilvie | 4 × 100 m váltó | 39,34    | 1.       | 5.       |             |             |             | nem ért célba | nem ért célba | nem ért célba | kiesett       | kiesett       |
| Mark Jackson Anthony Wilson Mark Graham Frederick Williams         | 4 × 400 m váltó | 3:04,69  | 5.       | 13.      |             |             |             |               |               |               | kiesett       | kiesett       |

| Versenyző       | Versenyszám   | Selejtező             | Selejtező             | Döntő    | Döntő    |
| Versenyző       | Versenyszám   | Eredmény              | Helyezés              | Eredmény | Helyezés |
| --------------- | ------------- | --------------------- | --------------------- | -------- | -------- |
| Alex Zaliauskas | Magasugrás    | 215 cm                | 31.*                  | kiesett  | kiesett  |
| Douglas Wood    | Rúdugrás      | 520 cm                | 24.*                  | kiesett  | kiesett  |
| Edrick Floréal  | Távolugrás    | 762 cm                | 28.                   | kiesett  | kiesett  |
| Ian James       | Távolugrás    | 774 cm                | 20.                   | kiesett  | kiesett  |
| Oral Ogilvie    | Hármasugrás   | érvényes ugrás nélkül | érvényes ugrás nélkül | kiesett  | kiesett  |
| Peter Dajia     | Súlylökés     | 16,81 m               | 25.                   | kiesett  | kiesett  |
| Raymond Lazdins | Diszkoszvetés | 58,26 m               | 21.                   | kiesett  | kiesett  |
| Stephen Feraday | Gerelyhajítás | 70,94 m               | 29.                   | kiesett  | kiesett  |

| Versenyző  | Versenyszám | 100 m | 100 m | Távolugrás | Távolugrás | Súlylökés | Súlylökés | Magasugrás | Magasugrás | 400 m | 400 m | 110 m gát        | 110 m gát        | Diszkoszvetés    | Diszkoszvetés    | Rúdugrás         | Rúdugrás         | Gerelyhajítás    | Gerelyhajítás    | 1500 m           | 1500 m           | Végeredmény   | Végeredmény   |
| Versenyző  | Versenyszám | Idő   | Pont  | Eredmény   | Pont       | Eredmény  | Pont      | Eredmény   | Pont       | Idő   | Pont  | Idő              | Pont             | Eredmény         | Pont             | Eredmény         | Pont             | Eredmény         | Pont             | Idő              | Pont             | Pont          | Helyezés      |
| ---------- | ----------- | ----- | ----- | ---------- | ---------- | --------- | --------- | ---------- | ---------- | ----- | ----- | ---------------- | ---------------- | ---------------- | ---------------- | ---------------- | ---------------- | ---------------- | ---------------- | ---------------- | ---------------- | ------------- | ------------- |
| Mike Smith | Tízpróba    | 11,02 | 856   | 683 cm     | 774        | 15,03 m   | 792       | 200 cm     | 803        | 50,04 | 813   | nem állt rajthoz | nem állt rajthoz | nem állt rajthoz | nem állt rajthoz | nem állt rajthoz | nem állt rajthoz | nem állt rajthoz | nem állt rajthoz | nem állt rajthoz | nem állt rajthoz | nem ért célba | nem ért célba |

Női
| Versenyző                                                                   | Versenyszám     | Előfutam | Előfutam | Előfutam | Negyeddöntő | Negyeddöntő | Negyeddöntő | Elődöntő | Elődöntő | Elődöntő | Döntő         | Döntő         |
| Versenyző                                                                   | Versenyszám     | Idő      | Hely.    | Össz.    | Idő         | Hely.       | Össz.       | Idő      | Hely.    | Össz.    | Idő           | Helyezés      |
| --------------------------------------------------------------------------- | --------------- | -------- | -------- | -------- | ----------- | ----------- | ----------- | -------- | -------- | -------- | ------------- | ------------- |
| Karen Clarke                                                                | 100 m           | 11,79    | 5.       | 36.      | kiesett     | kiesett     | kiesett     | kiesett  | kiesett  | kiesett  | kiesett       | kiesett       |
| Karen Clarke                                                                | 200 m           | 23,57    | 4.       | 23.      | 23,80       | 7.          | 25.         | kiesett  | kiesett  | kiesett  | kiesett       | kiesett       |
| Jullian Richardson                                                          | 400 m           | 51,99    | 1.       | 2.       | 50,95       | 1.          | 7.          | 50,02    | 1.       | 4.       | 49,93         | 5.            |
| Charmaine Crooks                                                            | 800 m           | 1:59,52  | 3.       | 3.       |             |             |             | 1:58,55  | 6.       | 6.       | kiesett       | kiesett       |
| Paula Schnurr                                                               | 1500 m          | 4:09,99  | 3.       | 17.      |             |             |             | 4:04,80  | 8.       | 13.      | kiesett       | kiesett       |
| Deborah Scott-Bowker                                                        | 1500 m          | 4:11,27  | 6.       | 23.      |             |             |             | 4:12,50  | 13.      | 22.      | kiesett       | kiesett       |
| Angela Chalmers                                                             | 1500 m          | 4:07,75  | 6.       | 6.       |             |             |             | 4:04,87  | 6.       | 14.      | kiesett       | kiesett       |
| Angela Chalmers                                                             | 3000 m          | 8:42,85  | 3.       | 3.       |             |             |             |          |          |          | 8:47,22       |               |
| Robyn Meagher                                                               | 3000 m          | 8:49,72  | 5.       | 12.      |             |             |             |          |          |          | kiesett       | kiesett       |
| Leah Pells                                                                  | 3000 m          | 9:13,19  | 9.       | 27.      |             |             |             |          |          |          | kiesett       | kiesett       |
| Louise Harvey                                                               | 10 000 m        | 33:55,93 | 18.      | 34.      |             |             |             |          |          |          | kiesett       | kiesett       |
| Carole Rouillard                                                            | 10 000 m        | 32:53,83 | 11.      | 22.      |             |             |             |          |          |          | kiesett       | kiesett       |
| Katie Anderson                                                              | 100 m gát       | 13,33    | 6.       | 22.      | 13,31       | 7.          | 19.*        | kiesett  | kiesett  | kiesett  | kiesett       | kiesett       |
| Donalda Duprey                                                              | 400 m gát       | 56,37    | 6.       | 16.      |             |             |             | 56,30    | 8.       | 15.      | kiesett       | kiesett       |
| Rosaline Edeh                                                               | 400 m gát       | 55,66    | 4.       | 12.      |             |             |             | 55,76    | 7.       | 13.      | kiesett       | kiesett       |
| Lizanne Bussières                                                           | Maraton         |          |          |          |             |             |             |          |          |          | nem ért célba | nem ért célba |
| Odette Lapierre                                                             | Maraton         |          |          |          |             |             |             |          |          |          | 2:46:18       | 19.           |
| Pascale Grand                                                               | 10 km gyaloglás |          |          |          |             |             |             |          |          |          | 49:14         | 29.           |
| Janice McCaffrey                                                            | 10 km gyaloglás |          |          |          |             |             |             |          |          |          | 48:05         | 25.           |
| Tina Poitras                                                                | 10 km gyaloglás |          |          |          |             |             |             |          |          |          | 46:50         | 21.           |
| Rosaline Edeh Charmaine Crooks Camille Noel Jullian Richardson Karen Clarke | 4 × 400 m váltó | 3:26,09  | 4.       | 6.       |             |             |             |          |          |          | 3:25,20       | 4.            |

| Versenyző      | Versenyszám | Selejtező | Selejtező | Döntő    | Döntő    |
| Versenyző      | Versenyszám | Eredmény  | Helyezés  | Eredmény | Helyezés |
| -------------- | ----------- | --------- | --------- | -------- | -------- |
| Georgette Reed | Súlylökés   | 15,33 m   | 16.       | kiesett  | kiesett  |

| Versenyző            | Versenyszám | 100 m gát | 100 m gát | Magasugrás | Magasugrás | Súlylökés | Súlylökés | 200 m | 200 m | Távolugrás | Távolugrás | Gerelyhajítás | Gerelyhajítás | 800 m   | 800 m | Végeredmény | Végeredmény |
| Versenyző            | Versenyszám | Idő       | Pont      | Eredmény   | Pont       | Eredmény  | Pont      | Idő   | Pont  | Eredmény   | Pont       | Eredmény      | Pont          | Idő     | Pont  | Pont        | Helyezés    |
| -------------------- | ----------- | --------- | --------- | ---------- | ---------- | --------- | --------- | ----- | ----- | ---------- | ---------- | ------------- | ------------- | ------- | ----- | ----------- | ----------- |
| Catherine Bond-Mills | Hétpróba    | 14,31     | 935       | 176 cm     | 928        | 12,96 m   | 725       | 25,01 | 886   | 601 cm     | 853        | 43,30 m       | 731           | 2:18,84 | 839   | 5897        | 21.         |

* - egy másik versenyzővel azonos időt/eredményt ért el

** - két másik versenyzővel azonos időt ért el

## Birkózás
Kötöttfogású
| Versenyző      | Versenyszám | Csoportkör | Csoportkör | Helyosztók              | Helyosztók                | Helyosztók                       | Bronz- mérkőzés   | Döntő             | Helyezés |
| Versenyző      | Versenyszám | Csoportkör | Csoportkör | 9. helyért              | 7. helyért                | 5. helyért                       | Bronz- mérkőzés   | Döntő             | Helyezés |
| Versenyző      | Versenyszám | Ellenfél Eredmény | Hely.      | Ellenfél Eredmény       | Ellenfél Eredmény         | Ellenfél Eredmény                | Ellenfél Eredmény | Ellenfél Eredmény | Helyezés |
| -------------- | ----------- | --- | ---------- | ----------------------- | ------------------------- | -------------------------------- | ----------------- | ----------------- | -------- |
| Douglas Yeats  | 68 kg       | B csoport · Petrică Cărare (ROU) · 0-15 · Pedro Villuela (ESP) · 2-1 · Rodney Smith (USA) · 2-6                                                                   | 4.         |                         | Ryszard Wolny (POL) · 0-1 |                                  |                   |                   | 8.       |
| Karolj Kasap   | 74 kg       | B csoport · Takács János (HUN) · 2-0 · Travis West (USA) · 3-2 · Mnacakan Iszkandarjan (EUN) · 1-9 · Yvon Riemer (FRA) · 0-13                                     | 4.         | Erhan Balcı (TUR) · 2-0 |                           |                                  |                   |                   | 8.       |
| Andrew Borodow | 130 kg      | A csoport · Alekszandr Karelin (EUN) · 0-5 (kétvállas) · Bounama Touré (SEN) · 5-0 (kétvállas) · Cándido Mesa (CUB) · 2-0 (kétvállas) · Ioan Grigoraş (ROU) · 0-4 | 3.         |                         |                           | Tien Lej (Tian Lei) (CHN) · 12-0 |                   |                   | 5.       |

Szabadfogású
| Versenyző             | Versenyszám | Csoportkör | Csoportkör | Helyosztók                        | Helyosztók                          | Helyosztók                              | Bronz- mérkőzés   | Döntő                         | Helyezés    |
| Versenyző             | Versenyszám | Csoportkör | Csoportkör | 9. helyért                        | 7. helyért                          | 5. helyért                              | Bronz- mérkőzés   | Döntő                         | Helyezés    |
| Versenyző             | Versenyszám | Ellenfél Eredmény | Hely.      | Ellenfél Eredmény                 | Ellenfél Eredmény                   | Ellenfél Eredmény                       | Ellenfél Eredmény | Ellenfél Eredmény             | Helyezés    |
| --------------------- | ----------- | --- | ---------- | --------------------------------- | ----------------------------------- | --------------------------------------- | ----------------- | ----------------------------- | ----------- |
| Thomas Petryshen      | 48 kg       | A csoport · Amos Ojo Adekunle (NGR) · 7-4 · Romica Raşovan (ROU) · 0-10 · Timothy Vanni (USA) · 0-5                                                                           | 5.         | Óváry László (HUN) · visszalépett |                                     |                                         |                   |                               | 9.          |
| Christopher Woodcroft | 52 kg       | B csoport · Constantin Corduneanu (ROU) · 1-6 · Chokri Boudchiche (TUN) · 10-0 · Alfredo Leyva (CUB) · 3-0 (kétvállas) · Kim Szonhak (Kim Seon-Hak) (KOR) · 5-7               | 4.         |                                   | Majid Torkan (IRI) · 1-2            |                                         |                   |                               | 8.          |
| Robert Dawson         | 57 kg       | B csoport · Kendall Cross (USA) · 2-3 · Oveyss Mallahi (IRI) · 5-1 · Okujama Keidzsi (JPN) · 4-3 · Alejandro Puerto (CUB) · 0-1                                               | 4.         |                                   | Jürgen Scheibe (GER) · visszalépett |                                         |                   |                               | 8.          |
| Martin Calder         | 62 kg       | A csoport · Lázaro Reinoso (CUB) · 7-10 · Sin Szanggju (Sin Sang-Gyu) (KOR) · 2-5                                                                                             | 9.         | kiesett                           | kiesett                             | kiesett                                 | kiesett           | kiesett                       | helyezetlen |
| Christopher Wilson    | 68 kg       | B csoport · Ahmad el-Aoszta (SYR) · 3-2 · Valentin Gecov (BUL) · 3-1 · Ko Jongho (Go Yeong-Ho) (KOR) · 1-2 · Ali Akbarnejad (IRI) · 0-1                                       | 4.         |                                   | Townsend Saunders (USA) · 3-6       |                                         |                   |                               | 8.          |
| Gary Holmes           | 74 kg       | A csoport · Nagy János (HUN) · 4-2 · Romelio Salas (COL) · 15-0 · Hara Josihiko (JPN) · 2-4 · Amir Reza Khadem Azgadhi (IRI) · 0-3                                            | 3.         |                                   |                                     | Krzysztof Walencik (POL) · visszalépett |                   |                               | 6.          |
| David Hohl            | 82 kg       | B csoport · Pekka Rauhala (FIN) · 3-2 · Rasoul Khadem Azgadhi (IRI) · 2-5 · Kevin Jackson (USA) · 2-3                                                                         | 5.         | Dvorák László (HUN) · 3-1         |                                     |                                         |                   |                               | 9.          |
| Gregory Edgelow       | 90 kg       | A csoport · Roberto Limonta (CUB) · 1-2 · Maharbek Hadarcev (EUN) · 0-6 | 8.         | kiesett                           | kiesett                             | kiesett                                 | kiesett           | kiesett                       | helyezetlen |
| Gavin Carrow          | 100 kg      | A csoport · Mark Coleman (USA) · 2-12 · Kazem Gholami (IRI) · 0-2 | 7.         | kiesett                           | kiesett                             | kiesett                                 | kiesett           | kiesett                       | helyezetlen |
| Jeffrey Thue          | 130 kg      | A csoport · Mor Wade (SEN) · 4-0 (kétvállas) · Tomasz Kupis (POL) · 6-0 · Pak Szongha (Park Seong-Ha) (KOR) · 5-0 · Mahmut Demir (TUR) · 1-0 · Ali Reza Soleimani (IRI) · DQ2 | 1.         |                                   |                                     |                                         |                   | Bruce Baumgartner (USA) · 0-8 |             |

DQ2 - passzivitás miatt mind két versenyzőt kizárták

## Cselgáncs
Férfi
| Versenyző          | Versenyszám  | Selejtező                       | 32-es főtábla                       | Nyolcaddöntő                          | Negyeddöntő                      | Elődöntő                          | Vigaszág első kör                  | Vigaszág nyolcaddöntő                 | Vigaszág negyeddöntő                 | Vigaszág elődöntő | Bronz- mérkőzés                   | Döntő             | Helyezés |
| Versenyző          | Versenyszám  | Ellenfél Eredmény               | Ellenfél Eredmény                   | Ellenfél Eredmény                     | Ellenfél Eredmény                | Ellenfél Eredmény                 | Ellenfél Eredmény                  | Ellenfél Eredmény                     | Ellenfél Eredmény                    | Ellenfél Eredmény | Ellenfél Eredmény                 | Ellenfél Eredmény | Helyezés |
| ------------------ | ------------ | ------------------------------- | ----------------------------------- | ------------------------------------- | -------------------------------- | --------------------------------- | ---------------------------------- | ------------------------------------- | ------------------------------------ | ----------------- | --------------------------------- | ----------------- | -------- |
| Ewan Beaton        | Légsúly      | erőnyerő                        | Richard Trautmann (GER) · 0000-0100 |                                       |                                  |                                   | Alberto Francini (SMR) · 1000-0000 | Keith Gough (IRL) · 0010-0000         | Philippe Pradayrol (FRA) · 0000-1000 | kiesett           | kiesett                           |                   | 9.       |
| Jean Pierre Cantin | Harmatsúly   | Ekers Raposo (DOM) · 1000-0000  | Ilíasz Joánnu (CYP) · 1000-0000     | Szandíp Bjala (IND) · 0010-0000       | Udo Quellmalz (GER) · 0000-0010  |                                   |                                    |                                       | Francisco Lorenzo (ESP) · 0000-1000  | kiesett           | kiesett                           |                   | 9.       |
| Roman Hatashita    | Könnyűsúly   | erőnyerő                        | Hajtós Bertalan (HUN) · 0000-1000   |                                       |                                  |                                   |                                    | Khaliuny Boldbaatar (MGL) · 0000-1000 | kiesett                              | kiesett           | kiesett                           |                   | 13.      |
| Nicolas Gill       | Középsúly    | erőnyerő                        | Ben Spijkers (NED) · 0100-0000      | Vang Nan (Wang Nan) (CHN) · 0100-0000 | Okada Hirotaka (JPN) · 0100-0000 | Waldemar Legień (POL) · 0000-0010 |                                    |                                       |                                      |                   | Adrian Croitoru (ROU) · 0001-0000 |                   |          |
| Patrick Roberge    | Félnehézsúly | Jorge Aguirre (ARG) · 0000-0010 | kiesett                             | kiesett                               | kiesett                          | kiesett                           |                                    |                                       |                                      |                   |                                   |                   | 32.      |

Női
| Versenyző           | Versenyszám  | Selejtező                          | Nyolcaddöntő                       | Negyeddöntő                           | Elődöntő          | Vigaszág nyolcaddöntő                   | Vigaszág negyeddöntő                 | Vigaszág elődöntő | Bronz- mérkőzés   | Döntő             | Helyezés |
| Versenyző           | Versenyszám  | Ellenfél Eredmény                  | Ellenfél Eredmény                  | Ellenfél Eredmény                     | Ellenfél Eredmény | Ellenfél Eredmény                       | Ellenfél Eredmény                    | Ellenfél Eredmény | Ellenfél Eredmény | Ellenfél Eredmény | Helyezés |
| ------------------- | ------------ | ---------------------------------- | ---------------------------------- | ------------------------------------- | ----------------- | --------------------------------------- | ------------------------------------ | ----------------- | ----------------- | ----------------- | -------- |
| Brigitte Lastrade   | Légsúly      | Karen Briggs (GBR) · 0000-0010     |                                    |                                       |                   | Hisigbatín Erdenet-Od (MGL) · 1000-0000 | Yolanda Soler (ESP) · 0000-0010      | kiesett           | kiesett           |                   | 9.       |
| Lyne Poirier        | Harmatsúly   | erőnyerő                           | Paula Saldanha (POR) · 0000-0001   | kiesett                               | kiesett           |                                         |                                      |                   |                   |                   | 16.      |
| Pascale Mainville   | Könnyűsúly   | Catherine Arnaud (FRA) · 0000-1000 | kiesett                            | kiesett                               | kiesett           |                                         |                                      |                   |                   |                   | 18.      |
| Michelle Buckingham | Váltósúly    | Ileana Beltran (CUB) · 0000-1000   | kiesett                            | kiesett                               | kiesett           |                                         |                                      |                   |                   |                   | 20.      |
| Sandra Greaves      | Középsúly    | erőnyerő                           | Fudzsimoto Rjóko (JPN) · 0001-0000 | Alexandra Schreiber (GER) · 0000-1000 |                   |                                         | Laura Martinel (ARG) · 0000-1000     | kiesett           | kiesett           |                   | 9.       |
| Alison Webb         | Félnehézsúly | erőnyerő                           | Kim Midzsong (KOR) · 0000-1000     |                                       |                   | Pujawati Utama (INA) · 1000-0000        | Katarzyna Juszczak (POL) · 0000-0100 | kiesett           | kiesett           |                   | 9.       |
| Jane Patterson      | Nehézsúly    | erőnyerő                           | Natalia Lupino (FRA) · 0000-1000   |                                       |                   | Nilmari Santini (PUR) · 0000-0010       | kiesett                              | kiesett           | kiesett           |                   | 13.      |

## Evezés
Férfi
| Versenyző | Versenyszám              | Előfutam | Előfutam | Vigaszág | Vigaszág | Elődöntő | Elődöntő | Elődöntő | Döntő | Döntő   | Döntő | Helyezés |
| Versenyző | Versenyszám              | Idő      | Hely.    | Idő      | Hely.    | Típus    | Idő      | Hely.    | Típus | Idő     | Hely. | Helyezés |
| --- | ------------------------ | -------- | -------- | -------- | -------- | -------- | -------- | -------- | ----- | ------- | ----- | -------- |
| Donald Dickison Todd Hallett | Kétpárevezős             | 6:28,84  | 2.       | 6:36,52  | 1.       | A/B      | 6:20,99  | 4.       | B     | 6:22,84 | 1.    | 7.       |
| Henry Hering Harold Backer | Kormányos nélküli kettes | 6:42,84  | 3.       | 6:47,46  | 2.       | A/B      | 6:37,29  | 4.       | B     | 6:37,32 | 3.    | 9.       |
| Donald Telfer Brian Saunderson Cedric Burgers Gregory Stevenson                                                                                 | Kormányos nélküli négyes | 6:03,91  | 4.       | 6:12,71  | 2.       | A/B      | 6:09,20  | 6.       | B     | 6:13,01 | 5.    | 11.      |
| John Wallace Bruce Robertson Michael Forgeron Darren Barber Robert Marland Michael Rascher Andrew Crosby Derek Porter Terrence Paul (kormányos) | Nyolcas                  | 5:32,59  | 1.       |          |          | A/B      | 5:35,11  | 2.       | A     | 5:29,53 | 1.    |          |

Női
| Versenyző | Versenyszám              | Előfutam | Előfutam | Vigaszág | Vigaszág | Elődöntő | Elődöntő | Elődöntő | Döntő | Döntő   | Döntő | Helyezés |
| Versenyző | Versenyszám              | Idő      | Hely.    | Idő      | Hely.    | Típus    | Idő      | Hely.    | Típus | Idő     | Hely. | Helyezés |
| --- | ------------------------ | -------- | -------- | -------- | -------- | -------- | -------- | -------- | ----- | ------- | ----- | -------- |
| Silken Laumann | Egypárevezős             | 7:46,16  | 2.       |          |          | A/B      | 7:30,48  | 1.       | A     | 7:28,85 | 3.    |          |
| Marnie McBean Kathleen Heddle | Kormányos nélküli kettes | 7:41,19  | 1.       |          |          | A/B      | 7:18,00  | 1.       | A     | 7:06,22 | 1.    |          |
| Jennifer Barnes Brenda Taylor Jessica Monroe Kay Worthington                                                                                            | Kormányos nélküli négyes | 6:44,11  | 1.       |          |          |          |          |          | A     | 6:30,85 | 1.    |          |
| Jennifer Barnes Brenda Taylor Megan Delehanty Shannon Crawford Marnie McBean Kay Worthington Jessica Monroe Kathleen Heddle Lesley Thompson (kormányos) | Nyolcas                  | 6:11,44  | 1.       |          |          |          |          |          | A     | 6:02,62 | 1.    |          |

## Gyeplabda

### Női
| Kanadai női gyeplabdacsapat-játékoskeret                                                                                        | Kanadai női gyeplabdacsapat-játékoskeret |
| --- | --- |
| - Bernadette Bowyer - Joel Brough - Mary Conn - Debra Lee Covey - Sharon Creelman - Tara Croxford - Sherri Field - Milena Gaiga | - Heather Jones - Laurelee Kopeck - Alexandra Levy - Rochelle Low - Susan Reid - Candy Thomson - Deborah Whitten - Szövetségi kapitány: Marina van der Merwe |

#### Eredmények
Csoportkör
A csoport
| Csapat              | M | Gy | D | V | G+ | G– | Gk | P |
| ------------------- | - | -- | - | - | -- | -- | -- | - |
| Németország (GER)   | 3 | 2  | 1 | 0 | 7  | 2  | +5 | 5 |
| Spanyolország (ESP) | 3 | 2  | 1 | 0 | 5  | 3  | +2 | 5 |
| Ausztrália (AUS)    | 3 | 1  | 0 | 2 | 2  | 2  | 0  | 2 |
| Kanada (CAN)        | 3 | 0  | 0 | 3 | 1  | 8  | –7 | 0 |

| 1992. július 27. 16:00 | Ausztrália (AUS) | 2–0   | Kanada (CAN) | Játékvezetők: Dominique Ache (BEL) Lee Mi Ok (KOR) |
| 1992. július 27. 16:00 | Tooth Haslam     | (0–0) |              | Játékvezetők: Dominique Ache (BEL) Lee Mi Ok (KOR) |

| 1992. július 29. 18:00 | Spanyolország (ESP) | 2–1   | Kanada (CAN) | Játékvezetők: Gill Clarke (GBR) Jane Robertson (GBR) |
| 1992. július 29. 18:00 | Iceta 2             | (1–0) | Covey        | Játékvezetők: Gill Clarke (GBR) Jane Robertson (GBR) |

| 1992. augusztus 2. 18:00 | Kanada (CAN) | 0–4   | Németország (GER)               | Játékvezetők: Renee Chatas (USA) Dominique Ache (BEL) |
| 1992. augusztus 2. 18:00 |              | (0–3) | Hentschel 2 Dickenscheid Becker | Játékvezetők: Renee Chatas (USA) Dominique Ache (BEL) |

Az 5–8. helyért
| 1992. augusztus 4. 17:30 | Hollandia (NED)                 | 2–0   | Kanada (CAN) | Játékvezetők: Virginia Laje Davilla (ESP) Gill Clarke (GBR) |
| 1992. augusztus 4. 17:30 | Steenberghe Lejeune-van der Ben | (0–0) |              | Játékvezetők: Virginia Laje Davilla (ESP) Gill Clarke (GBR) |

A 7. helyért
| 1992. augusztus 6. 9:30 | Új-Zéland (NZL) | 0–2   | Kanada (CAN) | Játékvezetők: Christiane Asselman (BEL) Renee Chatas (USA) |
| 1992. augusztus 6. 9:30 |                 | (0–0) | Covey Gaiga  | Játékvezetők: Christiane Asselman (BEL) Renee Chatas (USA) |

| Csapat       | Helyezés |
| ------------ | -------- |
| Kanada (CAN) | 7.       |

## Íjászat
Férfi
| Versenyző                                          | Versenyszám | Selejtező | Selejtező | Selejtező | Selejtező | Selejtező | Selejtező | Selejtező | Selejtező | Selejtező | Selejtező | Kieséses szakasz                | Kieséses szakasz                  | Kieséses szakasz  | Kieséses szakasz  | Kieséses szakasz  | Helyezés |
| Versenyző                                          | Versenyszám | 30 m      | 30 m      | 50 m      | 50 m      | 70 m      | 70 m      | 90 m      | 90 m      | Pont      | Hely.     | 32-es főtábla                   | Nyolcaddöntő                      | Negyeddöntő       | Elődöntő          | Döntő             | Helyezés |
| Versenyző                                          | Versenyszám | Pont      | Hely.     | Pont      | Hely.     | Pont      | Hely.     | Pont      | Hely.     | Pont      | Hely.     | Ellenfél Eredmény               | Ellenfél Eredmény                 | Ellenfél Eredmény | Ellenfél Eredmény | Ellenfél Eredmény | Helyezés |
| -------------------------------------------------- | ----------- | --------- | --------- | --------- | --------- | --------- | --------- | --------- | --------- | --------- | --------- | ------------------------------- | --------------------------------- | ----------------- | ----------------- | ----------------- | -------- |
| Sylvain Cadieux                                    | Egyéni      | 331       | 69.       | 304       | 60.       | 309       | 59.       | 283       | 44.       | 1227      | 60.       | kiesett                         | kiesett                           | kiesett           | kiesett           | kiesett           | 60.      |
| Jeannot Robitaille                                 | Egyéni      | 340       | 53.       | 294       | 69.       | 288       | 71.       | 266       | 65.       | 1188      | 70.       | kiesett                         | kiesett                           | kiesett           | kiesett           | kiesett           | 70.      |
| Claude Rousseau                                    | Egyéni      | 345       | 32.       | 320       | 24.       | 324       | 21.       | 297       | 20.       | 1286      | 22.       | Limba Rám (IND) (11.) · 102-100 | Jari Lipponen (FIN) (6.) · 99-102 | kiesett           | kiesett           | kiesett           | 14.      |
| Sylvain Cadieux Jeannot Robitaille Claude Rousseau | Csapat      | 1016      | 18.       | 918       | 19.       | 921       | 19.       | 846       | 15.       | 3701      | 19.       |                                 | kiesett                           | kiesett           | kiesett           | kiesett           | 19.      |

## Kajak-kenu

### Síkvízi
Férfi
| Versenyző                     | Versenyszám         | Előfutam | Előfutam | Előfutam | Vigaszág | Vigaszág | Vigaszág | Elődöntő | Elődöntő | Elődöntő | Döntő   | Döntő    |
| Versenyző                     | Versenyszám         | Idő      | Hely.    | Össz.    | Idő      | Hely.    | Össz.    | Idő      | Hely.    | Össz.    | Idő     | Helyezés |
| ----------------------------- | ------------------- | -------- | -------- | -------- | -------- | -------- | -------- | -------- | -------- | -------- | ------- | -------- |
| Renn Crichlow                 | Kajak egyes 500 m   | 1:41,39  | 1.       | 5.       | erőnyerő | erőnyerő | erőnyerő | 1:43,06  | 5.       | 12.      | kiesett | kiesett  |
| Renn Crichlow                 | Kajak egyes 1000 m  | 3:39,86  | 2.       | 6.*      | erőnyerő | erőnyerő | erőnyerő | 3:38,40  | 5.       | 9.       | 3:43,46 | 8.       |
| Kenneth Padvaiskas Jason Rusu | Kajak kettes 500 m  | 1:34,33  | 3.       | 8.       | 1:32,11  | 3.       | 4.       | 1:34,06  | 9.       | 18.      | kiesett | kiesett  |
| Kenneth Padvaiskas Jason Rusu | Kajak kettes 1000 m | 3:21,09  | 2.       | 11.      | erőnyerő | erőnyerő | erőnyerő | 3:24,14  | 7.       | 16.      | kiesett | kiesett  |
| Stephen Giles                 | Kenu egyes 500 m    | 1:53,50  | 1.       | 2.       | erőnyerő | erőnyerő | erőnyerő | 1:54,94  | 5.       | 7.       | 1:55,80 | 6.       |
| Stephen Giles                 | Kenu egyes 1000 m   | 4:03,34  | 1.       | 2.       | erőnyerő | erőnyerő | erőnyerő | 4:08,05  | 2.       | 8.       | 4:17,12 | 9.       |
| Larry Cain David Frost        | Kenu kettes 500 m   | 1:43,12  | 4.       | 4.       |          |          |          | 1:42,35  | 2.       | 5.       | 1:45,76 | 9.       |
| Larry Cain David Frost        | Kenu kettes 1000 m  | 3:38,84  | 5.       | 9.       |          |          |          | 3:40,86  | 3.       | 3.       | 3:46,21 | 7.       |

Női
| Versenyző                                                   | Versenyszám        | Előfutam | Előfutam | Előfutam | Elődöntő | Elődöntő | Elődöntő | Döntő   | Döntő    |
| Versenyző                                                   | Versenyszám        | Idő      | Hely.    | Össz.    | Idő      | Hely.    | Össz.    | Idő     | Helyezés |
| ----------------------------------------------------------- | ------------------ | -------- | -------- | -------- | -------- | -------- | -------- | ------- | -------- |
| Caroline Brunet                                             | Kajak egyes 500 m  | 1:56,32  | 2.       | 9.       | 1:52,69  | 3.       | 7.       | 1:54,82 | 7.       |
| Alison Herst Klara MacAskill                                | Kajak kettes 500 m | 1:43,73  | 1.       | 5.       | 1:42,30  | 2.       | 4.       | 1:42,14 | 5.       |
| Caroline Brunet Alison Herst Klara MacAskill Kevyn Stafford | Kajak négyes 500 m | 1:36,34  | 4.       | 5.       | 1:37,86  | 1.       | 2.       | 1:42,28 | 6.       |

* - egy másik versenyzővel azonos időt ért el

### Szlalom
Férfi
| Versenyző       | Versenyszám | Döntő    | Döntő    | Döntő    | Döntő    | Döntő         | Helyezés |
| Versenyző       | Versenyszám | 1. futam | 1. futam | 2. futam | 2. futam | Jobb eredmény | Helyezés |
| Versenyző       | Versenyszám | Pont     | Hely.    | Pont     | Hely.    | Pont          | Helyezés |
| --------------- | ----------- | -------- | -------- | -------- | -------- | ------------- | -------- |
| David Ford      | Kajak egyes | 112,70   | 12.      | 115,32   | 11.      | 112,70        | 15.      |
| Patrice Gagnon  | Kajak egyes | 116,25   | 15.      | 118,79   | 18.      | 116,25        | 21.      |
| Daniel Norman   | Kenu egyes  | 157,80   | 29.      | 167,54   | 28.      | 157,80        | 30.      |
| Lawrence Norman | Kenu egyes  | 146,65   | 23.      | 128,96   | 16.      | 128,96        | 19.      |
| Roy Sharplin    | Kenu egyes  | 135,71   | 19.      | 144,48   | 24.      | 135,71        | 22.      |

Női
| Versenyző         | Versenyszám | Döntő    | Döntő    | Döntő    | Döntő    | Döntő         | Helyezés |
| Versenyző         | Versenyszám | 1. futam | 1. futam | 2. futam | 2. futam | Jobb eredmény | Helyezés |
| Versenyző         | Versenyszám | Pont     | Hely.    | Pont     | Hely.    | Pont          | Helyezés |
| ----------------- | ----------- | -------- | -------- | -------- | -------- | ------------- | -------- |
| Sheryl Boyle      | Kajak egyes | 156,09   | 19.      | 166,66   | 20.      | 156,09        | 22.      |
| Margaret Langford | Kajak egyes | 145,36   | 10.      | 178,77   | 21.      | 145,36        | 15.      |
| Joanne Woods      | Kajak egyes | 138,06   | 4.       | 151,08   | 16.      | 138,06        | 8.       |

## Kerékpározás

### Országúti kerékpározás
Férfi
| Versenyző                                                      | Versenyszám     | Idő            | Helyezés |
| -------------------------------------------------------------- | --------------- | -------------- | -------- |
| Jacques Landry                                                 | Mezőnyverseny   | 4:35:56(+0:35) | 62.      |
| Nathael Sagard                                                 | Mezőnyverseny   | 4:35:56(+0:35) | 41.      |
| Gianni Vignaduzzi                                              | Mezőnyverseny   | 4:35:56(+0:35) | 26.      |
| Colin Davidson Christopher Koberstein Todd McNutt Yvan Waddell | Csapat időfutam | 2:10:33(+8:54) | 13.      |

Női
| Versenyző     | Versenyszám   | Idő            | Helyezés |
| ------------- | ------------- | -------------- | -------- |
| Maria Hawkins | Mezőnyverseny | 2:05:33(+0:51) | 36.      |
| Alison Sydor  | Mezőnyverseny | 2:05:03(+0:21) | 12.      |
| Kelly-Ann Way | Mezőnyverseny | 2:05:03(+0:21) | 31.      |

### Pálya-kerékpározás
Sprintversenyek
| Versenyző       | Versenyszám  | Selejtező | Selejtező | 1. forduló                                             | 1. forduló | Vigaszág selejtező   | Vigaszág selejtező | Vigaszág döntő       | Vigaszág döntő | 2. forduló                                           | 2. forduló | Vigaszág             | Vigaszág | Negyeddöntő                           | 5–8. helyért                                                          | 5–8. helyért | Elődöntő                            | Döntő                                                  | Helyezés |
| Versenyző       | Versenyszám  | Idő       | Hely.     | Ellenfelek Győztes idő                                 | Hely.      | Ellenfél Győztes idő | Hely.              | Ellenfél Győztes idő | Hely.          | Ellenfelek Győztes idő                               | Hely.      | Ellenfél Győztes idő | Hely.    | Ellenfél Győztes idő                  | Ellenfelek Győztes idő                                                | Hely.        | Ellenfél Győztes idő                | Ellenfél Győztes idő                                   | Helyezés |
| --------------- | ------------ | --------- | --------- | ------------------------------------------------------ | ---------- | -------------------- | ------------------ | -------------------- | -------------- | ---------------------------------------------------- | ---------- | -------------------- | -------- | ------------------------------------- | --------------------------------------------------------------------- | ------------ | ----------------------------------- | ------------------------------------------------------ | -------- |
| Curtis Harnett  | Férfi egyéni | 10,368    | 3.        | Nyikolaj Kovs (EUN) · Maxwell Cheeseman (TRI) · 11,248 | 1.         |                      |                    |                      |                | Jon Andrews (NZL) · Kenneth Carpenter (USA) · 10,994 | 1.         |                      |          | Nyikolaj Kovs (EUN) · 11,183, 11,161  |                                                                       |              | Gary Neiwand (AUS) · 10,912, 11,293 | Bronzmérkőzés · Roberto Chiappa (ITA) · 10,930, 11,102 |          |
| Tanya Dubnicoff | Női egyéni   | 11,773    | 5.        | Galina Yenyukhina (EUN) · Olga Sacasa (NCA) · 12,416   | 1.         |                      |                    |                      |                |                                                      |            |                      |          | Annett Neumann (GER) · 12,283, 12,265 | Galina Yenyukhina (EUN) · Kuroki Mika (JPN) · Vang Jen (CHN) · 12,575 | 2.           |                                     |                                                        | 6.       |

Üldözőversenyek
| Versenyző        | Versenyszám                | Selejtező | Selejtező | Negyeddöntő                    | Negyeddöntő | Negyeddöntő | Elődöntő     | Elődöntő  | Elődöntő | Döntő        | Döntő     | Helyezés |
| Versenyző        | Versenyszám                | Idő       | Hely.     | Ellenfél Idő                   | Saját idő   | Hely.       | Ellenfél Idő | Saját idő | Hely.    | Ellenfél Idő | Saját idő | Helyezés |
| ---------------- | -------------------------- | --------- | --------- | ------------------------------ | ----------- | ----------- | ------------ | --------- | -------- | ------------ | --------- | -------- |
| Michael Belcourt | Férfi egyéni üldözőverseny | 4:43,135  | 15.       | Ivan Beltrami (ITA) · 4:36,150 | 4:42,441    | 16.         | kiesett      | kiesett   | kiesett  | kiesett      | kiesett   | 16.      |
| Kelly-Ann Way    | Női egyéni üldözőverseny   | 3:54,284  | 14.       | kiesett                        | kiesett     | kiesett     | kiesett      | kiesett   | kiesett  | kiesett      | kiesett   | 14.      |

Időfutam
| Versenyző  | Versenyszám           | Idő      | Helyezés |
| ---------- | --------------------- | -------- | -------- |
| Kurt Innes | Férfi egyéni időfutam | 1:08,593 | 23.      |

Pontversenyek
| Versenyző   | Versenyszám       | Selejtező | Selejtező | Selejtező | Selejtező | Döntő     | Döntő   | Helyezés |
| Versenyző   | Versenyszám       | Csoport   | lekörözés | Pont      | Hely.     | lekörözés | Pont    | Helyezés |
| ----------- | ----------------- | --------- | --------- | --------- | --------- | --------- | ------- | -------- |
| John Malois | Férfi pontverseny | B         | 1         | 1         | 18.       | kiesett   | kiesett | kiesett  |

## Lovaglás
Díjlovaglás
| Versenyző                                                 | Ló                    | Versenyszám | Selejtező | Selejtező | Selejtező | Selejtező | Selejtező | Selejtező | Selejtező | Selejtező | Selejtező | Selejtező | Selejtező  | Selejtező  | Döntő   | Döntő   | Döntő   | Döntő   | Döntő   | Döntő   | Döntő   | Döntő   | Döntő   | Döntő   | Döntő      | Helyezés |
| Versenyző                                                 | Ló                    | Versenyszám | 1. kör    | 1. kör    | 2. kör    | 2. kör    | 3. kör    | 3. kör    | 4. kör    | 4. kör    | 5. kör    | 5. kör    | Összesítés | Összesítés | 1. kör  | 1. kör  | 2. kör  | 2. kör  | 3. kör  | 3. kör  | 4. kör  | 4. kör  | 5. kör  | 5. kör  | Összesítés | Helyezés |
| Versenyző                                                 | Ló                    | Versenyszám | Pont      | Hely.     | Pont      | Hely.     | Pont      | Hely.     | Pont      | Hely.     | Pont      | Hely.     | Pont       | Hely.      | Pont    | Hely.   | Pont    | Hely.   | Pont    | Hely.   | Pont    | Hely.   | Pont    | Hely.   | Pont       | Helyezés |
| --------------------------------------------------------- | --------------------- | ----------- | --------- | --------- | --------- | --------- | --------- | --------- | --------- | --------- | --------- | --------- | ---------- | ---------- | ------- | ------- | ------- | ------- | ------- | ------- | ------- | ------- | ------- | ------- | ---------- | -------- |
| Christilot Hanson-Boylen                                  | Biraldo               | Egyéni      | 304       | 20.       | 325       | 8.        | 306       | 20.       | 296       | 21.       | 312       | 11.       | 1543       | 12.        | 261     | 13.     | 278     | 8.      | 263     | 13.     | 267     | 13.     | 278     | 9.      | 1347       | 12.      |
| Cindy Neale-Ishoy                                         | Dakar                 | Egyéni      | 294       | 36.       | 295       | 30.       | 295       | 34.       | 288       | 32.       | 294       | 30.       | 1466       | 34.        | kiesett | kiesett | kiesett | kiesett | kiesett | kiesett | kiesett | kiesett | kiesett | kiesett | kiesett    | 34.      |
| Martina Pracht                                            | Emirage               | Egyéni      | 267       | 48.       | 264       | 48.       | 264       | 48.       | 251       | 48.       | 267       | 47.       | 1313       | 48.        | kiesett | kiesett | kiesett | kiesett | kiesett | kiesett | kiesett | kiesett | kiesett | kiesett | kiesett    | 48.      |
| Christilot Hanson-Boylen Cindy Neale-Ishoy Martina Pracht | Biraldo Dakar Emirage | Csapat      |           |           |           |           |           |           |           |           |           |           |            |            |         |         |         |         |         |         |         |         |         |         | 4322       | 10.      |

Díjugratás
| Versenyző                                                | Ló                             | Versenyszám | Selejtező | Selejtező | Selejtező | Selejtező | Selejtező | Selejtező     | Selejtező  | Selejtező  | Döntő   | Döntő   | Döntő   | Döntő   | Végeredmény | Végeredmény |
| Versenyző                                                | Ló                             | Versenyszám | 1. kör    | 1. kör    | 2. kör    | 2. kör    | 2. kör    | 3. kör        | Összesítés | Összesítés | 1. kör  | 1. kör  | 2. kör  | 2. kör  | Végeredmény | Végeredmény |
| Versenyző                                                | Ló                             | Versenyszám | Pont      | Hely.     | Pont      | Össz.     | Hely.     | Pont          | Pont       | Hely.      | Bünt.   | Hely.   | Bünt.   | Hely.   | Pont/Bünt   | Helyezés    |
| -------------------------------------------------------- | ------------------------------ | ----------- | --------- | --------- | --------- | --------- | --------- | ------------- | ---------- | ---------- | ------- | ------- | ------- | ------- | ----------- | ----------- |
| Jay Hayes                                                | Zucarlos                       | Egyéni      | 56,00     | 29.       | 56,00     | 112,00    | 29.       | 82,00         | 194,00     | 9.         | 12,00   | 26.     | kiesett | kiesett | 12,00       | 26.         |
| Jennifer Foster                                          | Zeus                           | Egyéni      | 70,50     | 13.       | 50,50     | 121,00    | 23.       | 71,00         | 192,00     | 10.        | 28,75   | 41.     | kiesett | kiesett | 28,75       | 41.         |
| Ian Millar                                               | Big Ben                        | Egyéni      | 42,00     | 43.       | 72,50     | 114,50    | 26.       | nem ért célba | 114,50     | 54.        | kiesett | kiesett | kiesett | kiesett | 114,50      | 54.         |
| Elizabeth Underhill                                      | Monopoly                       | Egyéni      | 15,00     | 73.       | 0,00      | 15,00     | 81.       |               | 15,00      | 81.        | kiesett | kiesett | kiesett | kiesett | 15,00       | 81.         |
| Jay Hayes Jennifer Foster Ian Millar Elizabeth Underhill | Zucarlos Zeus Big Ben Monopoly | Csapat      |           |           |           |           |           |               |            |            | 24,00   | 10.     | 20,25   | 9.      | 44,25       | 9.          |

Lovastusa
| Versenyző                                                               | Ló                                                       | Versenyszám | Díjlovaglás | Díjlovaglás | Tereplovaglás | Tereplovaglás | Tereplovaglás | Díjugratás | Díjugratás | Végeredmény | Végeredmény |
| Versenyző                                                               | Ló                                                       | Versenyszám | Bünt.       | Hely.       | Bünt.         | Hely.         | Össz.         | Bünt.      | Hely.      | Bünt.       | Helyezés    |
| ----------------------------------------------------------------------- | -------------------------------------------------------- | ----------- | ----------- | ----------- | ------------- | ------------- | ------------- | ---------- | ---------- | ----------- | ----------- |
| Nicholas Holmes-Smith                                                   | Sir Lancelot                                             | Egyéni      | 65,20       | 44.         | 128,40        | 55.           | 54.           | 10,00      | 24.        | 203,60      | 53.         |
| Rachel Hunter                                                           | King Plantagenet                                         | Egyéni      | 80,20       | 70.         | 101,60        | 45.           | 50.           | 15,00      | 42.        | 196,80      | 49.         |
| Robert Stevenson                                                        | Risky Business                                           | Egyéni      | 60,80       | 26.         | 48,40         | 18.           | 19.           | 20,00      | 48.        | 129,20      | 22.         |
| Stuart Young-Black                                                      | Von Perrier                                              | Egyéni      | 54,80       | 15.         | kizárták      | kizárták      | kiesett       | kiesett    | kiesett    | kiesett     | kiesett     |
| Nicholas Holmes-Smith Rachel Hunter Robert Stevenson Stuart Young-Black | Sir Lancelot King Plantagenet Risky Business Von Perrier | Csapat      | 206,20      | 13.         | 278,40        | 10.           | 11.           | 45,00      | 11.        | 529,60      | 12.         |

## Műugrás
Férfi
| Versenyző      | Versenyszám        | Elődöntő | Elődöntő | Döntő   | Döntő    |
| Versenyző      | Versenyszám        | Pont     | Helyezés | Pont    | Helyezés |
| -------------- | ------------------ | -------- | -------- | ------- | -------- |
| David Bédard   | Egyéni műugrás     | 372,54   | 13.      | kiesett | kiesett  |
| Marcus Rourke  | Egyéni műugrás     | 379,32   | 9.       | 540,66  | 11.      |
| Bruno Fournier | Egyéni toronyugrás | 370,68   | 14.      | kiesett | kiesett  |
| William Hayes  | Egyéni toronyugrás | 324,39   | 21.      | kiesett | kiesett  |

Női
| Versenyző        | Versenyszám        | Elődöntő | Elődöntő | Döntő   | Döntő    |
| Versenyző        | Versenyszám        | Pont     | Helyezés | Pont    | Helyezés |
| ---------------- | ------------------ | -------- | -------- | ------- | -------- |
| Evelyne Boisvert | Egyéni műugrás     | 258,09   | 21.      | kiesett | kiesett  |
| Mary DePiero     | Egyéni műugrás     | 278,76   | 12.      | 449,49  | 8.       |
| Paige Gordon     | Egyéni toronyugrás | 238,11   | 16.      | kiesett | kiesett  |
| Anne Montminy    | Egyéni toronyugrás | 282,42   | 17.      | kiesett | kiesett  |

## Ökölvívás
| Versenyző          | Versenyszám     | Selejtező                         | Nyolcaddöntő                  | Negyeddöntő                     | Elődöntő                      | Döntő                      | Helyezés |
| Versenyző          | Versenyszám     | Ellenfél Eredmény                 | Ellenfél Eredmény             | Ellenfél Eredmény               | Ellenfél Eredmény             | Ellenfél Eredmény          | Helyezés |
| ------------------ | --------------- | --------------------------------- | ----------------------------- | ------------------------------- | ----------------------------- | -------------------------- | -------- |
| Domenic Figliomeni | Papírsúly       | Szaszaki Tadahiro (JPN) · 3-5     | kiesett                       | kiesett                         | kiesett                       | kiesett                    | 17.      |
| Marty O'Donnell    | Légsúly         | Robbie Peden (AUS) · 2-14         | kiesett                       | kiesett                         | kiesett                       | kiesett                    | 17.      |
| Michael Strange    | Pehelysúly      | Szomrak Khamszing (THA) · 9-11    | kiesett                       | kiesett                         | kiesett                       | kiesett                    | 17.      |
| William Irwin      | Könnyűsúly      | Alan Vaughan (GBR) · RSC          | Ronald Chavez (PHI) · 1-8     | kiesett                         | kiesett                       | kiesett                    | 9.       |
| Mark Leduc         | Kisváltósúly    | Godfrey Wakaabu (UGA) · 9-2       | Dillon Carew (GUY) · 5-0      | Laïd Bouneb (ALG) · 8-1         | Leonard Doroftei (ROU) · 13-6 | Héctor Vinent (CUB) · 1-11 |          |
| Ray Downey         | Nagyváltósúly   | Hendrik Simangunsong (INA) · 5-12 | kiesett                       | kiesett                         | kiesett                       | kiesett                    | 17.      |
| Chris Johnson      | Középsúly       | erőnyerő                          | Mohamed Siluvangi (ZAI) · RSC | Sztefan Trendafilov (BUL) · RSC | Chris Byrd (USA) · 3-17       | kiesett                    |          |
| Dale Brown         | Félnehézsúly    | Damdingiin Zul (MGL) · RSC        | Torsten May (GER) · 1-7       | kiesett                         | kiesett                       | kiesett                    | 9.       |
| Kirk Johnson       | Nehézsúly       | erőnyerő                          | Joseph Akhasamba (KEN) · RSC  | David Izonritei (NGR) · 5-9     | kiesett                       | kiesett                    | 5.       |
| Thomas Glesby      | Szupernehézsúly | erőnyerő                          | Roberto Balado (CUB) · 2-16   | kiesett                         | kiesett                       | kiesett                    | 9.       |

RSC - a játékvezető megállította a mérkőzést

## Öttusa
| Versenyző    | Versenyszám | Vívás    | Vívás | Vívás   | Úszás  | Úszás | Úszás | Lövészet | Lövészet | Lövészet | Futás   | Futás | Futás | Lovaglás | Lovaglás | Lovaglás | Összesen    | Összesen |
| Versenyző    | Versenyszám | Pontszám | Pont  | Hely.   | Idő    | Pont  | Hely. | Eredmény | Pont     | Hely.    | Idő     | Pont  | Hely. | Idő      | Pont     | Hely.    | Összes pont | Helyezés |
| ------------ | ----------- | -------- | ----- | ------- | ------ | ----- | ----- | -------- | -------- | -------- | ------- | ----- | ----- | -------- | -------- | -------- | ----------- | -------- |
| Laurie Shong | Egyéni      | 35-30    | 813   | 24.***  | 3:20,9 | 1268  | 17.   | 177      | 925      | 53.**    | 14:44,2 | 913   | 61.*  | 2:32,4   | 660      | 59.      | 4579        | 59.      |
| Ian Soellner | Egyéni      | 32-33    | 762   | 40.**** | 3:29,2 | 1200  | 43.   | 177      | 925      | 53.**    | 14:19,4 | 988   | 54.   | 1:40,5   | 1070     | 8.       | 4945        | 43.      |

* - egy másik versenyzővel azonos időt ért el

** - két másik versenyzővel azonos eredményt ért el

*** - három másik csapattal azonos eredményt ért el

**** - négy másik versenyzővel azonos eredményt ért el

## Röplabda

### Férfi
| Kanadai férfi röplabdacsapat-játékoskeret                                                                | Kanadai férfi röplabdacsapat-játékoskeret                                                                 |
| --- | --- |
| - Joseph Albert - Kevin Boyles - Gino Brousseau - Allan Coulter - Christopher Frehlick - Terrance Gagnon | - Randal Gingera - Kent Greves - William Knight - Russell Paddock - Gregory Williscroft - Bradley Willock |

#### Eredmények
Csoportkör
A csoport
|                        |      | Mérkőzések | Mérkőzések | Szettek | Szettek | Szettek | Pontok | Pontok | Pontok |
| Csapat                 | Pont | Gy         | V          | Sz+     | Sz–     | SzA     | P+     | P–     | PA     |
| ---------------------- | ---- | ---------- | ---------- | ------- | ------- | ------- | ------ | ------ | ------ |
| Olaszország (ITA)      | 9    | 4          | 1          | 13      | 5       | 2,600   | 253    | 192    | 1,318  |
| Egyesült Államok (USA) | 9    | 4          | 1          | 13      | 8       | 1,625   | 287    | 257    | 1,117  |
| Spanyolország (ESP)    | 8    | 3          | 2          | 11      | 12      | 0,917   | 283    | 299    | 0,946  |
| Japán (JPN)            | 7    | 2          | 3          | 10      | 12      | 0,833   | 277    | 291    | 0,952  |
| Kanada (CAN)           | 6    | 1          | 4          | 10      | 12      | 0,833   | 286    | 279    | 1,025  |
| Franciaország (FRA)    | 6    | 1          | 4          | 6       | 14      | 0,429   | 200    | 268    | 0,746  |

| 1992. július 26. 19:00 | Kanada (CAN)                      | 2–3 | Spanyolország (ESP) | Játékvezető: Juan Angel Pereyra (ARG), Cho Young-Ho (KOR) |
| 1992. július 26. 19:00 | (15–13, 7–15, 15–9, 12–15, 13–15) |     |                     | Játékvezető: Juan Angel Pereyra (ARG), Cho Young-Ho (KOR) |

| 1992. július 28. 13:00 | Kanada (CAN)                        | 2–3 | Egyesült Államok (USA) | Játékvezető: Sun Tjan Hui (CHN), Goof van Velsen (NED) |
| 1992. július 28. 13:00 | (12–15, 12–15, 15–10, 15–11, 14–16) |     |                        | Játékvezető: Sun Tjan Hui (CHN), Goof van Velsen (NED) |

| 1992. július 30. 13:00 | Franciaország (FRA) | 0–3 | Kanada (CAN) | Játékvezető: Sun Tjan Hui (CHN), Konstantinos Margaritis (GRE) |
| 1992. július 30. 13:00 | (7–15, 8–15, 6–15)  |     |              | Játékvezető: Sun Tjan Hui (CHN), Konstantinos Margaritis (GRE) |

| 1992. augusztus 1. 17:30 | Kanada (CAN)               | 1–3 | Olaszország (ITA) | Játékvezető: Cho Young-Ho (KOR), Yamagishi Norio (JPN) |
| 1992. augusztus 1. 17:30 | (11–15, 15–8, 12–15, 7–15) |     |                   | Játékvezető: Cho Young-Ho (KOR), Yamagishi Norio (JPN) |

| 1992. augusztus 3. 10:30 | Japán (JPN)                         | 3–2 | Kanada (CAN) | Játékvezető: Peter Scheffer (NED), Josebel Palmeirin (BRA) |
| 1992. augusztus 3. 10:30 | (11–15, 15–17, 15–11, 15–13, 15–10) |     |              | Játékvezető: Peter Scheffer (NED), Josebel Palmeirin (BRA) |

A 9. helyért
| 1992. augusztus 5. 17:30 | Kanada (CAN)                 | 1–3 | Dél-Korea (KOR) | Játékvezető: Goof van Velsen (NED), Heiner Loose (GER) |
| 1992. augusztus 5. 17:30 | (10–15, 15–12, 10–15, 10–15) |     |                 | Játékvezető: Goof van Velsen (NED), Heiner Loose (GER) |

| Csapat       | Helyezés |
| ------------ | -------- |
| Kanada (CAN) | 10.      |

## Sportlövészet
Férfi
| Versenyző             | Versenyszám           | Selejtező | Selejtező | Döntő   | Döntő    |
| Versenyző             | Versenyszám           | Pont      | Helyezés  | Pont    | Helyezés |
| --------------------- | --------------------- | --------- | --------- | ------- | -------- |
| Rodney Colwell        | Légpisztoly           | 577       | 14.****   | kiesett | kiesett  |
| Rodney Colwell        | Szabadpisztoly        | 543       | 37.****   | kiesett | kiesett  |
| Guy Lorion            | Légpuska              | 580       | 35.*      | kiesett | kiesett  |
| Jean-François Sénécal | Légpuska              | 578       | 38.       | kiesett | kiesett  |
| Michael Ashcroft      | Sportpuska, fekvő     | 595       | 15.**     | kiesett | kiesett  |
| Michel Dion           | Sportpuska, fekvő     | 593       | 24.*      | kiesett | kiesett  |
| Michel Dion           | Sportpuska, összetett | 1146      | 33.*      | kiesett | kiesett  |
| Wayne Sorensen        | Sportpuska, összetett | 1152      | 26.**     | kiesett | kiesett  |

Női
| Versenyző                  | Versenyszám           | Selejtező | Selejtező | Döntő   | Döntő    |
| Versenyző                  | Versenyszám           | Pont      | Helyezés  | Pont    | Helyezés |
| -------------------------- | --------------------- | --------- | --------- | ------- | -------- |
| Sharon Cozzarin            | Légpisztoly           | 374       | 31.***    | kiesett | kiesett  |
| Sharon Bowes               | Légpuska              | 387       | 26.***    | kiesett | kiesett  |
| Sharon Bowes               | Sportpuska, összetett | 580       | 7.        | 673,6   | 7.       |
| Christina Schulze-Ashcroft | Sportpuska, összetett | 577       | 14.**     | kiesett | kiesett  |
| Christina Schulze-Ashcroft | Légpuska              | 385       | 31.**     | kiesett | kiesett  |

Nyílt
| Versenyző     | Versenyszám | Selejtező | Selejtező | Elődöntő | Elődöntő | Döntő   | Döntő    |
| Versenyző     | Versenyszám | Pont      | Helyezés  | Pont     | Helyezés | Pont    | Helyezés |
| ------------- | ----------- | --------- | --------- | -------- | -------- | ------- | -------- |
| George Leary  | Trap        | 143       | 19.       | 191      | 16.****  | kiesett | kiesett  |
| Sue Nattrass  | Trap        | 142       | 23.       | 188      | 21.***   | kiesett | kiesett  |
| John Primrose | Trap        | 139       | 33.*****  | kiesett  | kiesett  | kiesett | kiesett  |

* - egy másik versenyzővel azonos eredményt ért el

** - két másik versenyzővel azonos eredményt ért el

*** - három másik versenyzővel azonos eredményt ért el

**** - négy másik versenyzővel azonos eredményt ért el

***** - öt másik versenyzővel azonos eredményt ért el

## Súlyemelés
| Versenyző     | Versenyszám | Szakítás | Szakítás | Lökés    | Lökés    | Összesen | Helyezés |
| Versenyző     | Versenyszám | Eredmény | Helyezés | Eredmény | Helyezés | Összesen | Helyezés |
| ------------- | ----------- | -------- | -------- | -------- | -------- | -------- | -------- |
| Yvan Darsigny | 90 kg       | 150,0    | 13.      | 185,0    | 15.      | 335,0    | 14.      |
| Denis Garon   | 100 kg      | 155,0    | 18.      | 210,0    | 5.       | 365,0    | 11.      |

## Szinkronúszás
| Versenyző                   | Versenyszám | Selejtező           | Selejtező           | Selejtező       | Selejtező  | Selejtező  | Döntő           | Döntő      | Helyezés |
| Versenyző                   | Versenyszám | Technikai gyakorlat | Technikai gyakorlat | Zenés gyakorlat | Összesítés | Összesítés | Zenés gyakorlat | Összesítés | Helyezés |
| Versenyző                   | Versenyszám | Pont                | Hely.               | Pont            | Pont       | Hely.      | Pont            | Pont       | Helyezés |
| --------------------------- | ----------- | ------------------- | ------------------- | --------------- | ---------- | ---------- | --------------- | ---------- | -------- |
| Sylvie Fréchette            | Egyéni      | 92,557              | 4.                  | 98,520          | 191,077    | 2.         | 99,160          | 191,717    | *        |
| Penny Vilagos               | Egyéni      | 89,534              | 6.                  | kiesett         | kiesett    | kiesett    | kiesett         | kiesett    | kiesett  |
| Vicky Vilagos               | Egyéni      | 91,175              | 5.                  | kiesett         | kiesett    | kiesett    | kiesett         | kiesett    | kiesett  |
| Penny Vilagos Vicky Vilagos | Páros       | 90,354              | 2.                  | 98,240          | 188,594    | 2.         | 99,040          | 189,394    |          |

* - egy másik versenyzővel azonos eredményt ért el

## Tenisz
Férfi
| Versenyző                      | Versenyszám | 64-es főtábla                      | 32-es főtábla                                                                 | Nyolcaddöntő                                                                      | Negyeddöntő       | Elődöntő          | Döntő             | Helyezés |
| Versenyző                      | Versenyszám | Ellenfél Eredmény                  | Ellenfél Eredmény                                                             | Ellenfél Eredmény                                                                 | Ellenfél Eredmény | Ellenfél Eredmény | Ellenfél Eredmény | Helyezés |
| ------------------------------ | ----------- | ---------------------------------- | ----------------------------------------------------------------------------- | --------------------------------------------------------------------------------- | ----------------- | ----------------- | ----------------- | -------- |
| Andrew Sznajder                | Egyes       | Benny Wijaya (INA) · 6-2, 6-4, 7-5 | Jakob Hlasek (SUI) · 6-4, 4-6, 3-6, 6-7(1–7)                                  | kiesett                                                                           | kiesett           | kiesett           | kiesett           | 17.      |
| Brian Gyetko Sébastien LeBlanc | Páros       |                                    | Dánia (DEN) · Kenneth Carlsen · Frederik Fetterlein · 6-3, 7-6(7–4), 7-6(7–2) | Dél-afrikai Köztársaság (RSA) · Wayne Ferreira · Piet Norval · 3-6, 6-7(4–7), 4-6 | kiesett           | kiesett           | kiesett           | 9.       |

Női
| Versenyző                                | Versenyszám | 64-es főtábla                       | 32-es főtábla                                                     | Nyolcaddöntő                                                                | Negyeddöntő       | Elődöntő          | Döntő             | Helyezés |
| Versenyző                                | Versenyszám | Ellenfél Eredmény                   | Ellenfél Eredmény                                                 | Ellenfél Eredmény                                                           | Ellenfél Eredmény | Ellenfél Eredmény | Ellenfél Eredmény | Helyezés |
| ---------------------------------------- | ----------- | ----------------------------------- | ----------------------------------------------------------------- | --------------------------------------------------------------------------- | ----------------- | ----------------- | ----------------- | -------- |
| Patricia Hy-Boulais                      | Egyes       | Dally Randriantefy (MAD) · 6-2, 6-1 | Mary Joe Fernández (USA) · 2-6, 6-1, 10-12                        | kiesett                                                                     | kiesett           | kiesett           | kiesett           | 17.      |
| Norine Simpson-Alter                     | Egyes       | Date Kimiko (JPN) · 5-7, 1-6        | kiesett                                                           | kiesett                                                                     | kiesett           | kiesett           | kiesett           | 33.      |
| Patricia Hy-Boulais Norine Simpson-Alter | Páros       |                                     | Thaiföld (THA) · Benjamas Sangaram · Duangchan Suvimol · 6-4, 6-4 | Franciaország (FRA) · Isabelle Demongeot · Nathalie Tauziat · 6-3, 3-6, 2-6 | kiesett           | kiesett           | kiesett           | 9.       |

## Tollaslabda
| Versenyző                      | Versenyszám | Selejtező                            | 32-es főtábla                                                                     | Nyolcaddöntő                                            | Negyeddöntő       | Elődöntő          | Döntő             | Helyezés |
| Versenyző                      | Versenyszám | Ellenfél Eredmény                    | Ellenfél Eredmény                                                                 | Ellenfél Eredmény                                       | Ellenfél Eredmény | Ellenfél Eredmény | Ellenfél Eredmény | Helyezés |
| ------------------------------ | ----------- | ------------------------------------ | --------------------------------------------------------------------------------- | ------------------------------------------------------- | ----------------- | ----------------- | ----------------- | -------- |
| Bryan Blanshard                | Férfi egyes | Benjamin Lee (USA) · 15-3, 15-1      | Thomas Stuer-Lauridsen (DEN) · 7-15, 4-15                                         | kiesett                                                 | kiesett           | kiesett           | kiesett           | 17.      |
| David Humble                   | Férfi egyes | Darren Hall (GBR) · 6-15, 4-15       | kiesett                                                                           | kiesett                                                 | kiesett           | kiesett           | kiesett           | 33.      |
| Anil Kaul                      | Férfi egyes | Florin Balaban (ROU) · 15-7, 15-4    | Vu Ven-kaj (Wu Wenkai) (CHN) · 7-15, 2-15                                         | kiesett                                                 | kiesett           | kiesett           | kiesett           | 17.      |
| Denyse Julien                  | Női egyes   | Erika Von Heiland (USA) · 11-2, 11-0 | Astrid van der Knaap (NED) · 9-12, 11-3, 11-9                                     | Tang Csiu-hung (Tang Jiuhong) (CHN) · 9-12, 0-11        | kiesett           | kiesett           | kiesett           | 9.       |
| Doris Piché                    | Női egyes   | Eva Lacinová (TCH) · 11-0, 11-2      | Katrin Schmidt (GER) · 11-5, 11-8                                                 | Lee Heung-Sun (KOR) · 8-11, 2-11                        | kiesett           | kiesett           | kiesett           | 9.       |
| Bryan Blanshard Michael Bitten | Férfi páros |                                      | Kína (CHN) · Csen Hung-jung (Chen Hongyong) · Csen Kang (Chen Kang) · 6-15, 12-15 | kiesett                                                 | kiesett           | kiesett           | kiesett           | 17.      |
| David Humble Anil Kaul         | Férfi páros |                                      | Ausztria (AUT) · Hannes Fuchs · Jürgen Koch · 15-11, 15-11                        | Dánia (DEN) · Jan Paulsen · Henrik Svarrer · 5-15, 4-15 | kiesett           | kiesett           | kiesett           | 9.       |
| Denyse Julien Doris Piché      | Női páros   |                                      | Dánia (DEN) · Lisbet Stuer-Lauridsen · Marlene Thomsen · 15-9, 16-18, 14-18       | kiesett                                                 | kiesett           | kiesett           | kiesett           | 17.      |

## Torna
Férfi
| Versenyző      | Versenyszám      | Selejtező | Selejtező | Döntő    | Döntő    |
| Versenyző      | Versenyszám      | Pontszám  | Helyezés  | Pontszám | Helyezés |
| -------------- | ---------------- | --------- | --------- | -------- | -------- |
| Curtis Hibbert | Talaj            | 18,675    | 70.       | kiesett  | kiesett  |
| Curtis Hibbert | Ugrás            | 19,100    | 19.       | kiesett  | kiesett  |
| Curtis Hibbert | Korlát           | 19,025    | 36.       | kiesett  | kiesett  |
| Curtis Hibbert | Nyújtó           | 19,225    | 23.       | kiesett  | kiesett  |
| Curtis Hibbert | Gyűrű            | 18,650    | 72.       | kiesett  | kiesett  |
| Curtis Hibbert | Lólengés         | 18,750    | 57.       | kiesett  | kiesett  |
| Curtis Hibbert | Egyéni összetett | 113,425   | 46.       | 54,125   | 36.      |
| Michael Inglis | Talaj            | 18,100    | 87.       | kiesett  | kiesett  |
| Michael Inglis | Ugrás            | 18,575    | 78.       | kiesett  | kiesett  |
| Michael Inglis | Korlát           | 18,075    | 86.       | kiesett  | kiesett  |
| Michael Inglis | Nyújtó           | 18,175    | 85.       | kiesett  | kiesett  |
| Michael Inglis | Gyűrű            | 17,575    | 89.       | kiesett  | kiesett  |
| Michael Inglis | Lólengés         | 17,400    | 88.       | kiesett  | kiesett  |
| Michael Inglis | Egyéni összetett | 107,900   | 86.       | kiesett  | kiesett  |
| Alan Nolet     | Talaj            | 18,725    | 67.       | kiesett  | kiesett  |
| Alan Nolet     | Ugrás            | 18,600    | 74.       | kiesett  | kiesett  |
| Alan Nolet     | Korlát           | 18,050    | 87.       | kiesett  | kiesett  |
| Alan Nolet     | Nyújtó           | 18,650    | 67.       | kiesett  | kiesett  |
| Alan Nolet     | Gyűrű            | 18,625    | 75.       | kiesett  | kiesett  |
| Alan Nolet     | Lólengés         | 18,525    | 72.       | kiesett  | kiesett  |
| Alan Nolet     | Egyéni összetett | 111,175   | 78.       | kiesett  | kiesett  |

Női
| Versenyző                                                                     | Versenyszám      | Selejtező | Selejtező | Döntő    | Döntő    |
| Versenyző                                                                     | Versenyszám      | Pontszám  | Helyezés  | Pontszám | Helyezés |
| ----------------------------------------------------------------------------- | ---------------- | --------- | --------- | -------- | -------- |
| Mylène Fleury                                                                 | Talaj            | 19,162    | 61.       | kiesett  | kiesett  |
| Mylène Fleury                                                                 | Ugrás            | 19,037    | 86.       | kiesett  | kiesett  |
| Mylène Fleury                                                                 | Felemás korlát   | 19,212    | 63.       | kiesett  | kiesett  |
| Mylène Fleury                                                                 | Gerenda          | 18,412    | 82.       | kiesett  | kiesett  |
| Mylène Fleury                                                                 | Egyéni összetett | 75,823    | 77.       | kiesett  | kiesett  |
| Janet Morin                                                                   | Talaj            | 9,687     | 91.       | kiesett  | kiesett  |
| Janet Morin                                                                   | Ugrás            | 9,750     | 91.       | kiesett  | kiesett  |
| Janet Morin                                                                   | Felemás korlát   | 9,700     | 92.       | kiesett  | kiesett  |
| Janet Morin                                                                   | Gerenda          | 9,650     | 91.       | kiesett  | kiesett  |
| Janet Morin                                                                   | Egyéni összetett | 38,787    | 92.       | kiesett  | kiesett  |
| Stella Umeh                                                                   | Talaj            | 19,587    | 24.       | kiesett  | kiesett  |
| Stella Umeh                                                                   | Ugrás            | 19,712    | 19.       | kiesett  | kiesett  |
| Stella Umeh                                                                   | Felemás korlát   | 19,625    | 32.       | kiesett  | kiesett  |
| Stella Umeh                                                                   | Gerenda          | 19,437    | 27.       | kiesett  | kiesett  |
| Stella Umeh                                                                   | Egyéni összetett | 78,361    | 25.       | 39,212   | 16.      |
| Janine Rankin                                                                 | Talaj            | 19,174    | 60.       | kiesett  | kiesett  |
| Janine Rankin                                                                 | Ugrás            | 19,550    | 37.       | kiesett  | kiesett  |
| Janine Rankin                                                                 | Felemás korlát   | 18,724    | 82.       | kiesett  | kiesett  |
| Janine Rankin                                                                 | Gerenda          | 18,787    | 70.       | kiesett  | kiesett  |
| Janine Rankin                                                                 | Egyéni összetett | 76,235    | 70.       | kiesett  | kiesett  |
| Lori Strong                                                                   | Talaj            | 19,224    | 56.       | kiesett  | kiesett  |
| Lori Strong                                                                   | Ugrás            | 19,424    | 63.       | kiesett  | kiesett  |
| Lori Strong                                                                   | Felemás korlát   | 19,024    | 70.       | kiesett  | kiesett  |
| Lori Strong                                                                   | Gerenda          | 19,300    | 39.       | kiesett  | kiesett  |
| Lori Strong                                                                   | Egyéni összetett | 76,972    | 53.       | kiesett  | kiesett  |
| Jennifer Wood                                                                 | Talaj            | 19,187    | 59.       | kiesett  | kiesett  |
| Jennifer Wood                                                                 | Ugrás            | 19,337    | 74.       | kiesett  | kiesett  |
| Jennifer Wood                                                                 | Felemás korlát   | 19,249    | 58.       | kiesett  | kiesett  |
| Jennifer Wood                                                                 | Gerenda          | 17,937    | 89.       | kiesett  | kiesett  |
| Jennifer Wood                                                                 | Egyéni összetett | 75,710    | 78.       | kiesett  | kiesett  |
| Mylène Fleury Janet Morin Stella Umeh Janine Rankin Lori Strong Jennifer Wood | Csapat összetett |           |           | 385,452  | 10.      |

### Ritmikus gimnasztika
| Versenyző       | Versenyszám | Selejtező | Selejtező | Selejtező | Selejtező | Selejtező | Selejtező | Selejtező | Selejtező | Selejtező | Selejtező | Döntő   | Döntő   | Döntő   | Döntő   | Döntő    | Döntő    | Döntő   | Döntő   | Döntő    | Döntő    | Helyezés |
| Versenyző       | Versenyszám | Karika    | Karika    | Kötél     | Kötél     | Buzogány  | Buzogány  | Labda     | Labda     | Összesen  | Összesen  | Karika  | Karika  | Kötél   | Kötél   | Buzogány | Buzogány | Labda   | Labda   | Összesen | Összesen | Helyezés |
| Versenyző       | Versenyszám | Pont      | Hely.     | Pont      | Hely.     | Pont      | Hely.     | Pont      | Hely.     | Pont      | Hely.     | Pont    | Hely.   | Pont    | Hely.   | Pont     | Hely.    | Pont    | Hely.   | Pont     | Hely.    | Helyezés |
| --------------- | ----------- | --------- | --------- | --------- | --------- | --------- | --------- | --------- | --------- | --------- | --------- | ------- | ------- | ------- | ------- | -------- | -------- | ------- | ------- | -------- | -------- | -------- |
| Susan Cushman   | Egyéni      | 9,150     | 20.***    | 8,850     | 36.       | 8,875     | 25.       | 8,900     | 32.       | 35,775    | 29.**     | kiesett | kiesett | kiesett | kiesett | kiesett  | kiesett  | kiesett | kiesett | kiesett  | kiesett  | 29.**    |
| Madonna Gimotea | Egyéni      | 9,250     | 16.**     | 9,325     | 12.*      | 8,550     | 38.*      | 9,225     | 15.*      | 36,350    | 20.*      | kiesett | kiesett | kiesett | kiesett | kiesett  | kiesett  | kiesett | kiesett | kiesett  | kiesett  | 20.      |

* - egy másik versenyzővel azonos eredményt ért el

** - két másik versenyzővel azonos eredményt ért el

*** - négy másik versenyzővel azonos eredményt ért el

## Úszás
Férfi
| Versenyző                                                                | Versenyszám            | Előfutam | Előfutam | Előfutam | Döntő   | Döntő   | Döntő   | Helyezés |
| Versenyző                                                                | Versenyszám            | Idő      | Hely.    | Össz.    | Típus   | Idő     | Hely.   | Helyezés |
| ------------------------------------------------------------------------ | ---------------------- | -------- | -------- | -------- | ------- | ------- | ------- | -------- |
| Stephen Clarke                                                           | 50 m gyors             | 23,95    | 2.       | 40.      | kiesett | kiesett | kiesett | kiesett  |
| Stephen Clarke                                                           | 100 m gyors            | 50,73    | 5.*      | 18.*     | kiesett | kiesett | kiesett | kiesett  |
| Darren Ward                                                              | 100 m gyors            | 52,05    | 8.       | 41.      | kiesett | kiesett | kiesett | kiesett  |
| Darren Ward                                                              | 200 m vegyes           | 2:03,71  | 5.       | 12.      | B       | 2:05,09 | 6.      | 14.      |
| Darren Ward                                                              | 200 m gyors            | 1:51,62  | 7.       | 23.      | kiesett | kiesett | kiesett | kiesett  |
| Turlough O'Hare                                                          | 200 m gyors            | 1:50,42  | 7.       | 17.**    | B       | 1:51,01 | 7.      | 15.      |
| Turlough O'Hare                                                          | 400 m gyors            | 3:56,70  | 7.       | 21.      | kiesett | kiesett | kiesett | kiesett  |
| Edward Parenti                                                           | 400 m gyors            | 3:58,96  | 4.       | 27.      | kiesett | kiesett | kiesett | kiesett  |
| Edward Parenti                                                           | 200 m pillangó         | 2:02,00  | 7.       | 26.      | kiesett | kiesett | kiesett | kiesett  |
| Tom Ponting                                                              | 200 m pillangó         | 2:01,20  | 6.       | 15.*     | B       | 2:01,60 | 5.      | 13.      |
| Tom Ponting                                                              | 100 m pillangó         | 54,77    | 5.       | 15.      | B       | 55,00   | 8.      | 16.      |
| Marcel Gery                                                              | 100 m pillangó         | 53,94    | 2.       | 4.       | A       | 54,18   | 6.      | 6.       |
| Christopher Bowie                                                        | 1500 m gyors           | 15:34,28 | 6.       | 15.      | kiesett | kiesett | kiesett | kiesett  |
| David McLellan                                                           | 1500 m gyors           | 15:58,38 | 8.       | 23.      | kiesett | kiesett | kiesett | kiesett  |
| Mark Tewksbury                                                           | 100 m hát              | 54,75    | 1.       | 2.       | A       | 53,98   | 1.      |          |
| Raymond Brown                                                            | 100 m hát              | 56,98    | 6.       | 18.      | kiesett | kiesett | kiesett | kiesett  |
| Raymond Brown                                                            | 200 m hát              | 2:01,81  | 6.       | 15.      | B       | 2:03,01 | 7.      | 15.      |
| Kevin Draxinger                                                          | 200 m hát              | 2:01,73  | 3.       | 14.      | B       | 2:01,79 | 4.      | 12.      |
| Michael Mason                                                            | 200 m mell             | 2:18,64  | 8.       | 23.      | kiesett | kiesett | kiesett | kiesett  |
| Jonathan Cleveland                                                       | 200 m mell             | 2:15,68  | 5.       | 14.      | B       | 2:16,20 | 6.      | 14.      |
| Jonathan Cleveland                                                       | 100 m mell             | 1:02,73  | 5.       | 12.      | B       | 1:02,73 | 5.*     | 13.*     |
| Curtis Myden                                                             | 100 m mell             | 1:03,80  | 8.       | 25.      | kiesett | kiesett | kiesett | kiesett  |
| Curtis Myden                                                             | 400 m vegyes           | 4:22,41  | 5.       | 12.      | B       | 4:21,91 | 2.      | 10.      |
| Robert Baird                                                             | 400 m vegyes           | 4:24,31  | 4.       | 14.      | B       | 4:25,06 | 8.      | 16.      |
| Gary Anderson                                                            | 200 m vegyes           | 2:02,63  | 2.       | 7.       | A       | 2:04,30 | 8.      | 8.       |
| Edward Parenti Darren Ward Christopher Bowie Turlough O'Hare             | 4 × 200 m gyorsváltó   | 7:25,61  | 4.       | 9.       | kiesett | kiesett | kiesett | kiesett  |
| Mark Tewksbury Jonathan Cleveland Marcel Gery Stephen Clarke Tom Ponting | 4 × 100 m vegyes váltó | 3:42,47  | 1.       | 3.       | A       | 3:39,66 | 3.      |          |

Női
| Versenyző                                                    | Versenyszám            | Előfutam | Előfutam | Előfutam | Döntő   | Döntő   | Döntő   | Helyezés |
| Versenyző                                                    | Versenyszám            | Idő      | Hely.    | Össz.    | Típus   | Idő     | Hely.   | Helyezés |
| ------------------------------------------------------------ | ---------------------- | -------- | -------- | -------- | ------- | ------- | ------- | -------- |
| Kristin Topham                                               | 50 m gyors             | 26,32    | 6.       | 13.      | B       | 26,17   | 2.      | 10.      |
| Kristin Topham                                               | 100 m pillangó         | 1:01,20  | 4.       | 11.      | B       | 1:01,91 | 6.      | 14.      |
| Julie Howard                                                 | 100 m pillangó         | 1:02,89  | 7.       | 27.      | kiesett | kiesett | kiesett | kiesett  |
| Julie Howard                                                 | 100 m hát              | 1:05,26  | 8.       | 28.      | kiesett | kiesett | kiesett | kiesett  |
| Jacinthe Pineau                                              | 200 m pillangó         | 2:19,44  | 7.       | 23.      | kiesett | kiesett | kiesett | kiesett  |
| Andrea Nugent                                                | 50 m gyors             | 26,29    | 4.       | 12.      | B       | 26,24   | 3.*     | 11.*     |
| Andrea Nugent                                                | 100 m gyors            | 56,82    | 7.       | 16.      | B       | 56,91   | 8.      | 16.      |
| Allison Higson                                               | 100 m gyors            | 58,47    | 7.       | 25.      | kiesett | kiesett | kiesett | kiesett  |
| Allison Higson                                               | 200 m gyors            | 2:04,25  | 1.       | 22.      | kiesett | kiesett | kiesett | kiesett  |
| Nicole Dryden                                                | 200 m gyors            | 2:03,59  | 6.       | 19.      | kiesett | kiesett | kiesett | kiesett  |
| Nicole Dryden                                                | 100 m hát              | 1:03,71  | 4.       | 15.      | B       | 1:03,53 | 6.      | 14.      |
| Nicole Dryden                                                | 200 m hát              | 2:17,54  | 7.       | 23.      | kiesett | kiesett | kiesett | kiesett  |
| Elizabeth Hazel                                              | 200 m hát              | 2:17,70  | 8.       | 25.      | kiesett | kiesett | kiesett | kiesett  |
| Lisa Flood                                                   | 100 m mell             | 1:10,95  | 3.       | 12.      | B       | 1:11,17 | 6.      | 14.      |
| Guylaine Cloutier                                            | 100 m mell             | 1:09,89  | 1.       | 5.       | A       | 1:09,71 | 4.      | 4.       |
| Guylaine Cloutier                                            | 200 m mell             | 2:29,01  | 3.       | 4.       | A       | 2:29,88 | 5.      | 5.       |
| Nathalie Giguère                                             | 200 m mell             | 2:29,71  | 4.       | 5.       | A       | 2:30,11 | 6.      | 6.       |
| Marianne Limpert                                             | 200 m vegyes           | 2:16,84  | 2.       | 5.       | A       | 2:17,09 | 6.      | 6.       |
| Nancy Sweetnam                                               | 200 m vegyes           | 2:17,26  | 4.       | 8.       | A       | 2:17,13 | 7.      | 7.       |
| Nancy Sweetnam                                               | 400 m vegyes           | 4:52,41  | 6.       | 15.      | B       | 4:50,17 | 5.      | 13.      |
| Joanne Malar                                                 | 400 m vegyes           | 4:52,85  | 5.       | 16.      | B       | 4:48,52 | 3.      | 11.      |
| Marianne Limpert Nicole Dryden Andrea Nugent Allison Higson  | 4 × 100 m gyorsváltó   | 3:49,28  | 5.       | 8.       | A       | 3:49,37 | 8.      | 8.       |
| Nicole Dryden Guylaine Cloutier Kristin Topham Andrea Nugent | 4 × 100 m vegyes váltó | 4:11,67  | 1.       | 6.       | A       | 4:09,26 | 6.      | 6.       |

* - egy másik versenyzővel azonos időt ért el

** - két másik versenyző visszalépése miatt indulhatott a B döntőben

## Vitorlázás
Férfi
| Versenyző                     | Versenyszám     | Futam            | Futam            | Futam            | Futam            | Futam            | Futam            | Futam            | Futam            | Futam            | Futam            | Pontszám         | Helyezés         |
| Versenyző                     | Versenyszám     | 1                | 2                | 3                | 4                | 5                | 6                | 7                | 8                | 9                | 10               | Pontszám         | Helyezés         |
| ----------------------------- | --------------- | ---------------- | ---------------- | ---------------- | ---------------- | ---------------- | ---------------- | ---------------- | ---------------- | ---------------- | ---------------- | ---------------- | ---------------- |
| Murray McCaig                 | Szörfvitorlázás | nem állt rajthoz | nem állt rajthoz | nem állt rajthoz | nem állt rajthoz | nem állt rajthoz | nem állt rajthoz | nem állt rajthoz | nem állt rajthoz | nem állt rajthoz | nem állt rajthoz | nem állt rajthoz | nem állt rajthoz |
| Hank Lammens                  | Finn dingi      | 8,0              | (36,0*)          | 36,0             | 3,0              | 27,0             | 25,0             | 3,0              |                  |                  |                  | 102,0            | 13.              |
| Nigel Cochrane Jeffrey Eckard | 470-es osztály  | 18,0             | 14,0             | 17,0             | 14,0             | (39,0)           | 23,0             | 34,0             |                  |                  |                  | 120,0            | 14.              |

Női
| Versenyző                           | Versenyszám     | Futam  | Futam | Futam | Futam  | Futam | Futam | Futam | Futam | Futam | Futam  | Pontszám | Helyezés |
| Versenyző                           | Versenyszám     | 1      | 2     | 3     | 4      | 5     | 6     | 7     | 8     | 9     | 10     | Pontszám | Helyezés |
| ----------------------------------- | --------------- | ------ | ----- | ----- | ------ | ----- | ----- | ----- | ----- | ----- | ------ | -------- | -------- |
| Caroll-Ann Alie                     | Szörfvitorlázás | 5,7    | 22,0  | 20,0  | 21,0   | 27,0  | 17,0  | 16,0  | 19,0  | 14,0  | (31,0) | 161,7    | 14.      |
| Shona Moss                          | Europe          | (28,0) | 22,0  | 14,0  | 13,0   | 19,0  | 19,0  | 23,0  |       |       |        | 110,0    | 15.      |
| Sarah McLean Penelope Stamper-Davis | 470-es osztály  | 13,0   | 19,0  | 11,7  | (20,0) | 14,0  | 20,0  | 17,0  |       |       |        | 94,7     | 11.      |

Nyílt
| Versenyző                     | Versenyszám     | Futam | Futam | Futam  | Futam | Futam | Futam  | Futam    | Pontszám | Helyezés |
| Versenyző                     | Versenyszám     | 1     | 2     | 3      | 4     | 5     | 6      | 7        | Pontszám | Helyezés |
| ----------------------------- | --------------- | ----- | ----- | ------ | ----- | ----- | ------ | -------- | -------- | -------- |
| Eric Jespersen Ross MacDonald | Csillaghajó     | 5,7   | 18,0  | (33,0) | 3,0   | 25,0  | 8,0    | 3,0      | 62,7     |          |
| Kevin Smith David Sweeney     | Tornádó         | 8,0   | 15,0  | 3,0    | 15,0  | 5,7   | 16,0   | (29,0**) | 62,7     | 5.       |
| Frank McLaughlin John Millen  | Repülő hollandi | 18,0  | 19,0  | 13,0   | 19,0  | 8,0   | (21,0) | 5,7      | 82,7     | 9.       |

| Versenyző                            | Versenyszám | Előfutam | Előfutam | Előfutam | Előfutam | Előfutam | Előfutam | Előfutam | Előfutam | Csoportkör | Csoportkör | Csoportkör | Csoportkör | Csoportkör | Csoportkör | Csoportkör | Kieséses szakasz | Kieséses szakasz | Helyezés |
| Versenyző                            | Versenyszám | 1        | 2        | 3        | 4        | 5        | 6        | Pont     | Hely.    |            |            |            |            |            | Pont       | Hely.      | Elődöntő         | Döntő            | Helyezés |
| ------------------------------------ | ----------- | -------- | -------- | -------- | -------- | -------- | -------- | -------- | -------- | ---------- | ---------- | ---------- | ---------- | ---------- | ---------- | ---------- | ---------------- | ---------------- | -------- |
| Stuart Flinn Philip Gow Paul Thomson | Soling      | 11,7     | 11,7     | 13,0     | 8,0      | 11,7     | (18,0)   | 56,1     | 7.       | kiesett    | kiesett    | kiesett    | kiesett    | kiesett    | kiesett    | kiesett    | kiesett          | kiesett          | 7.       |

* - kizárták

** - nem állt rajthoz

## Vívás
Férfi
| Versenyző                                                                        | Versenyszám       | Csoportkör | Csoportkör | Selejtező                          | 32-es főtábla                        | Egyenes ág a negyeddöntőért   | Egyenes ág a negyeddöntőért | Vigaszág a negyeddöntőért             | Vigaszág a negyeddöntőért                | Vigaszág a negyeddöntőért       | Vigaszág a negyeddöntőért | Negyeddöntő              | Elődöntő                                 | Döntő                               | Helyezés |
| Versenyző                                                                        | Versenyszám       | Csoportkör | Csoportkör | Selejtező                          | 32-es főtábla                        | 1. kör                        | 2. kör                      | 1. kör                                | 2. kör                                   | 3. kör                          | 4. kör                    | Negyeddöntő              | Elődöntő                                 | Döntő                               | Helyezés |
| Versenyző                                                                        | Versenyszám       | Ellenfél Eredmény | Hely.      | Ellenfél Eredmény                  | Ellenfél Eredmény                    | Ellenfél Eredmény             | Ellenfél Eredmény           | Ellenfél Eredmény                     | Ellenfél Eredmény                        | Ellenfél Eredmény               | Ellenfél Eredmény         | Ellenfél Eredmény        | Ellenfél Eredmény                        | Ellenfél Eredmény                   | Helyezés |
| -------------------------------------------------------------------------------- | ----------------- | --- | ---------- | ---------------------------------- | ------------------------------------ | ----------------------------- | --------------------------- | ------------------------------------- | ---------------------------------------- | ------------------------------- | ------------------------- | ------------------------ | ---------------------------------------- | ----------------------------------- | -------- |
| Benoît Giasson                                                                   | Tőr, egyéni       | 9. csoport · Guillermo Betancourt (CUB) · 2-5 · Patrice Lhôtellier (FRA) · 4-5 · Abe Kinja (JPN) · 0-5 · Lou Mún-tóng (Lo Moon Tong) (HKG) · 5-4 · Záhi el-Húri (LIB) · 5-1                              | 5.         | Yu Bong-Hyeong (KOR) · 1-5, 1-5    | kiesett                              | kiesett                       | kiesett                     | kiesett                               | kiesett                                  | kiesett                         | kiesett                   | kiesett                  | kiesett                                  | kiesett                             | 43.      |
| Jean-Marc Chouinard                                                              | Párbajtőr, egyéni | 8. csoport · Jean-Michel Henry (FRA) · 3-5 · Kim Jeong-Gwan (KOR) · 5-1 · André Kuhn (SUI) · 5-5 · Sławomir Nawrocki (POL) · 5-2 · Heinrich van Garderen (RSA) · 5-2 · Ulf Sandegren (SWE) · 3-5         | 3.         | Raúl Maroto (ESP) · 6-5, 5-3       | Mauricio Rivas (COL) · 6-5, 5-6, 5-6 |                               |                             | Olivier Jacquet (SUI) · 6-4, 5-2      | Jean-Michel Henry (FRA) · 3-5, 3-5       | kiesett                         | kiesett                   | kiesett                  | kiesett                                  | kiesett                             | 22.      |
| Bogdan Nowosielski                                                               | Párbajtőr, egyéni | 7. csoport · Sandro Cuomo (ITA) · 3-5 · Gabriel Pantelimon (ROU) · 5-4 · Hegedűs Ferenc (HUN) · 5-2 · Tanabe Norikazu (JPN) · 5-3 · Dario Torrente (RSA) · 5-1 · Fernando de la Peña (ESP) · 1-5         | 2.         | Gavin McLean (NZL) · 1-5, 5-3, 5-1 | Robert Felisiak (GER) · 0-5, 4-6     |                               |                             | Thomas Lundblad (SWE) · 5-3, 4-6, 6-5 | Andrej Suvalov (EUN) · 1-5, 1-5          | kiesett                         | kiesett                   | kiesett                  | kiesett                                  | kiesett                             | 18.      |
| Laurie Shong                                                                     | Párbajtőr, egyéni | 1. csoport · Angelo Mazzoni (ITA) · 4-5 · Aleš Depta (TCH) · 5-3 · Handry Lenzun (INA) · 5-1 · Daniel Lang (SUI) · 5-1 · Francisco Papaiano (BRA) · 5-0 · Juan Miguel Paz (COL) · 3-5                    | 2.         | erőnyerő                           | Aleš Depta (TCH) · 6-4, 5-2          | Éric Srecki (FRA) · 2-5, 0-5  |                             |                                       | Robert Davidson (AUS) · 5-6, 6-5, 5-3    | Angelo Mazzoni (ITA) · 4-6, 3-5 | kiesett                   | kiesett                  | kiesett                                  | kiesett                             | 14.      |
| Jean-Marie Banos                                                                 | Kard, egyéni      | 2. csoport · Jürgen Nolte (GER) · 3-5 · Vilmoş Szabo (ROU) · 5-4 · George Mormando (USA) · 5-3 · Ricardo Menalda (BRA) · 5-3 · Marek Gniewkowski (POL) · 4-5                                             | 3.         | erőnyerő                           | Franck Ducheix (FRA) · 1-5, 5-6      |                               |                             | Robert Cottingham (USA) · 5-6, 1-5    | kiesett                                  | kiesett                         | kiesett                   | kiesett                  | kiesett                                  | kiesett                             | 28.      |
| Jean-Paul Banos                                                                  | Kard, egyéni      | 3. csoport · Felix Becker (GER) · 4-5 · Janusz Olech (POL) · 2-5 · Jang Csen (Yang Zhen) (CHN) · 2-5 · Ferdinando Meglio (ITA) · 5-2 · Esteban Mullins (CRC) · 5-3                                       | 5.         | George Mormando (USA) · 5-2, 5-2   | Nébald György (HUN) · 6-5, 6-5       | Jürgen Nolte (GER) · 2-5, 3-5 |                             |                                       | Jean-Phillippe Daurelle (FRA) · 3-5, 3-5 | kiesett                         | kiesett                   | kiesett                  | kiesett                                  | kiesett                             | 23.      |
| Anthony Plourde                                                                  | Kard, egyéni      | 7. csoport · Giovanni Scalzo (ITA) · 4-5 · Franck Ducheix (FRA) · 4-5 · Zíszisz Bambanászisz (GRE) · 4-5 · Heorhij Pohoszov (EUN) · 3-5 · Michael Lofton (USA) · 5-1 · Heinrich van Garderen (RSA) · 5-4 | 6.         | kiesett                            | kiesett                              | kiesett                       | kiesett                     | kiesett                               | kiesett                                  | kiesett                         | kiesett                   | kiesett                  | kiesett                                  | kiesett                             | 35.      |
| Jean-Marc Chouinard Alain Côté Allan Francis Bogdan Nowosielski Laurie Shong     | Párbajtőr, csapat | 4. csoport · Olaszország (ITA) · 4-7 · Lengyelország (POL) · 9-4 | 2.         |                                    |                                      |                               |                             |                                       |                                          |                                 |                           | Magyarország (HUN) · 8-8 | 5–8. helyért · Spanyolország (ESP) · 3-9 | 7. helyért · Svédország (SWE) · 9-5 | 7.       |
| Jean-Marie Banos Jean-Paul Banos Anthony Plourde Evens Gravel Leszek Nowosielski | Kard, csapat      | 3. csoport · Egyesített Csapat (EUN) · 4-9 · Magyarország (HUN) · 5-9 | 3.         |                                    |                                      |                               |                             |                                       |                                          |                                 |                           | kiesett                  | kiesett                                  | kiesett                             | 10.      |

Női
| Versenyző                                                                                       | Versenyszám | Csoportkör | Csoportkör | Selejtező                             | 32-es főtábla                       | Egyenes ág a negyeddöntőért     | Egyenes ág a negyeddöntőért | Vigaszág a negyeddöntőért                | Vigaszág a negyeddöntőért                  | Vigaszág a negyeddöntőért      | Vigaszág a negyeddöntőért | Negyeddöntő       | Elődöntő          | Döntő             | Helyezés |
| Versenyző                                                                                       | Versenyszám | Csoportkör | Csoportkör | Selejtező                             | 32-es főtábla                       | 1. kör                          | 2. kör                      | 1. kör                                   | 2. kör                                     | 3. kör                         | 4. kör                    | Negyeddöntő       | Elődöntő          | Döntő             | Helyezés |
| Versenyző                                                                                       | Versenyszám | Ellenfél Eredmény | Hely.      | Ellenfél Eredmény                     | Ellenfél Eredmény                   | Ellenfél Eredmény               | Ellenfél Eredmény           | Ellenfél Eredmény                        | Ellenfél Eredmény                          | Ellenfél Eredmény              | Ellenfél Eredmény         | Ellenfél Eredmény | Ellenfél Eredmény | Ellenfél Eredmény | Helyezés |
| ----------------------------------------------------------------------------------------------- | ----------- | --- | ---------- | ------------------------------------- | ----------------------------------- | ------------------------------- | --------------------------- | ---------------------------------------- | ------------------------------------------ | ------------------------------ | ------------------------- | ----------------- | ----------------- | ----------------- | -------- |
| Renée Aubin                                                                                     | Tőr, egyéni | 7. csoport · Mincza Ildikó (HUN) · 3-5 · Hsziao Aj-hua (Xiao Aihua) (CHN) · 1-5 · Lydia Czuckermann-Hatuel (ISR) · 3-5 · Annette Dobmeier (GER) · 2-5 · Fiona McIntosh (GBR) · 5-4          | 6.         | Takajanagi Júko (JPN) · 5-0, 2-5, 6-5 | Jánosi Zsuzsa (HUN) · 2-5, 3-5      |                                 |                             | Claudia Grigorescu (ROU) · 5-2, 3-5, 4-6 | kiesett                                    | kiesett                        | kiesett                   | kiesett           | kiesett           | kiesett           | 32.      |
| Thalie Tremblay                                                                                 | Tőr, egyéni | 1. csoport · Margherita Zalaffi (ITA) · 0-5 · Monika Maciejewska (POL) · 5-3 · I Jeong-Suk (KOR) · 5-2 · Takajanagi Júko (JPN) · 5-3 · Heidi Botha (RSA) · 5-3 · Gisèle Meygret (FRA) · 2-5 | 3.         | erőnyerő                              | Monika Maciejewska (POL) · 6-4, 6-4 | Fiona McIntosh (GBR) · 5-6, 0-5 |                             |                                          | Francesca Bortolozzi (ITA) · 3-5, 5-2, 5-2 | Jánosi Zsuzsa (HUN) · 1-5, 3-5 | kiesett                   | kiesett           | kiesett           | kiesett           | 14.      |
| Renée Aubin Hélène Bourdages Marie-Françoise Hervieu Thalie Tremblay Shelley Steiner-Wetterberg | Tőr, csapat | 3. csoport · Németország (GER) · 0-9 · Románia (ROU) · 0-9 | 3.         |                                       |                                     |                                 |                             |                                          |                                            |                                |                           | kiesett           | kiesett           | kiesett           | 12.      |